# Фіордський кінь
Фіордський кінь або норвезький фіордський кінь (норв. fjordhest) — норвезька порода невисоких, але міцних коней впізнаваної зовнішності з характерною темною смугою вздовж лінії хребта.

## Характеристики породи

### Проміри
Фіордський кінь має виразний зовнішній вигляд притаманний усій породі. Конформація відрізняється від багатьох інших порід тим, що вона є сумішшю м'язово-кісткового екстер'єру ваговоза з меншим розміром і більшою спритністю верхових коней. У фіордського коня сильно вигнута округла м'язиста шия, міцні ноги, а також компактне м’язисте тіло. Голова середнього розміру, чітко окреслена, з широким плоским чолом і прямим або злегка вигнутим профілем, з маленькими вухами та великими очима. Незважаючи на невеликі розміри, коні цілком здатні переносити дорослу людину верхи та перетягувати вантаж.

### Масть
Коні фіордської породи мають виключно саврасий тип мастей, здебільшого це гнідо-савраса та мишаста (вороно-савраса) масті, також зустрічається каура (рудо-савраса), рідко солово-савраса та булано-савраса, майже не зустрічаються ізабелово-саврасі представники. Усі інші масті, а також білі відмітини та сірі візуально коні на сьогодні не підпадають під визначення породи, а тому є забороненими. Фіорди візуально нагадують коней Пржевальського, проте є давно одомашненими кіньми зі світлішою та різнобарвнішою палітрою мастей, своїм особливим екстер'єром, а також спадаючими гривою та чубом, що лише у стриженому вигляді можуть нагадувати гриву Пржевальських коней.

Зовнішній вигляд фіордського коня
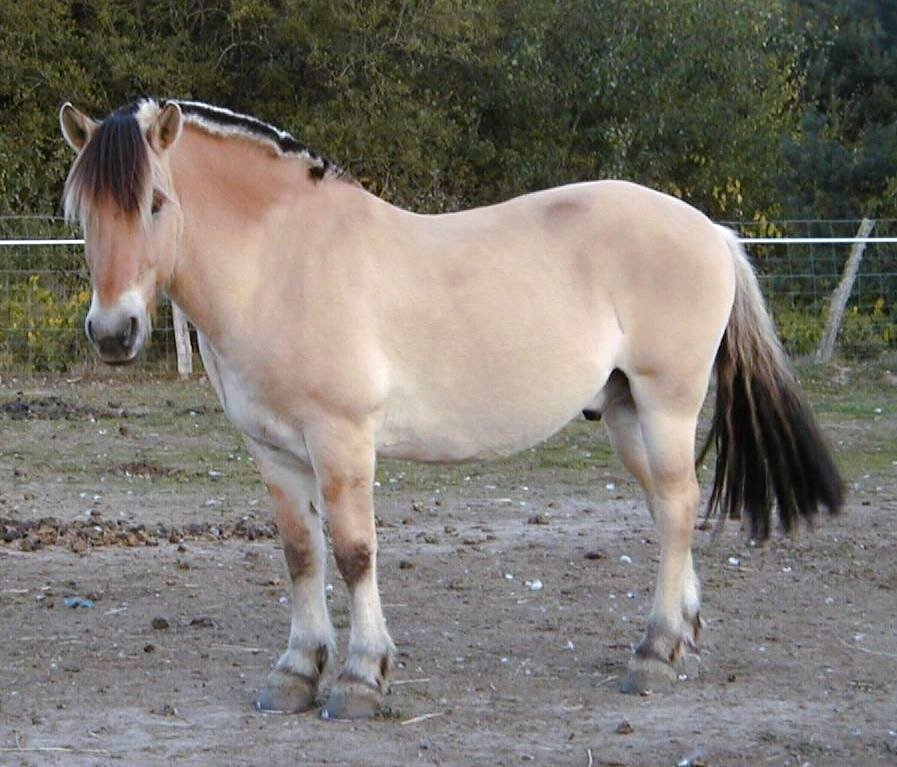
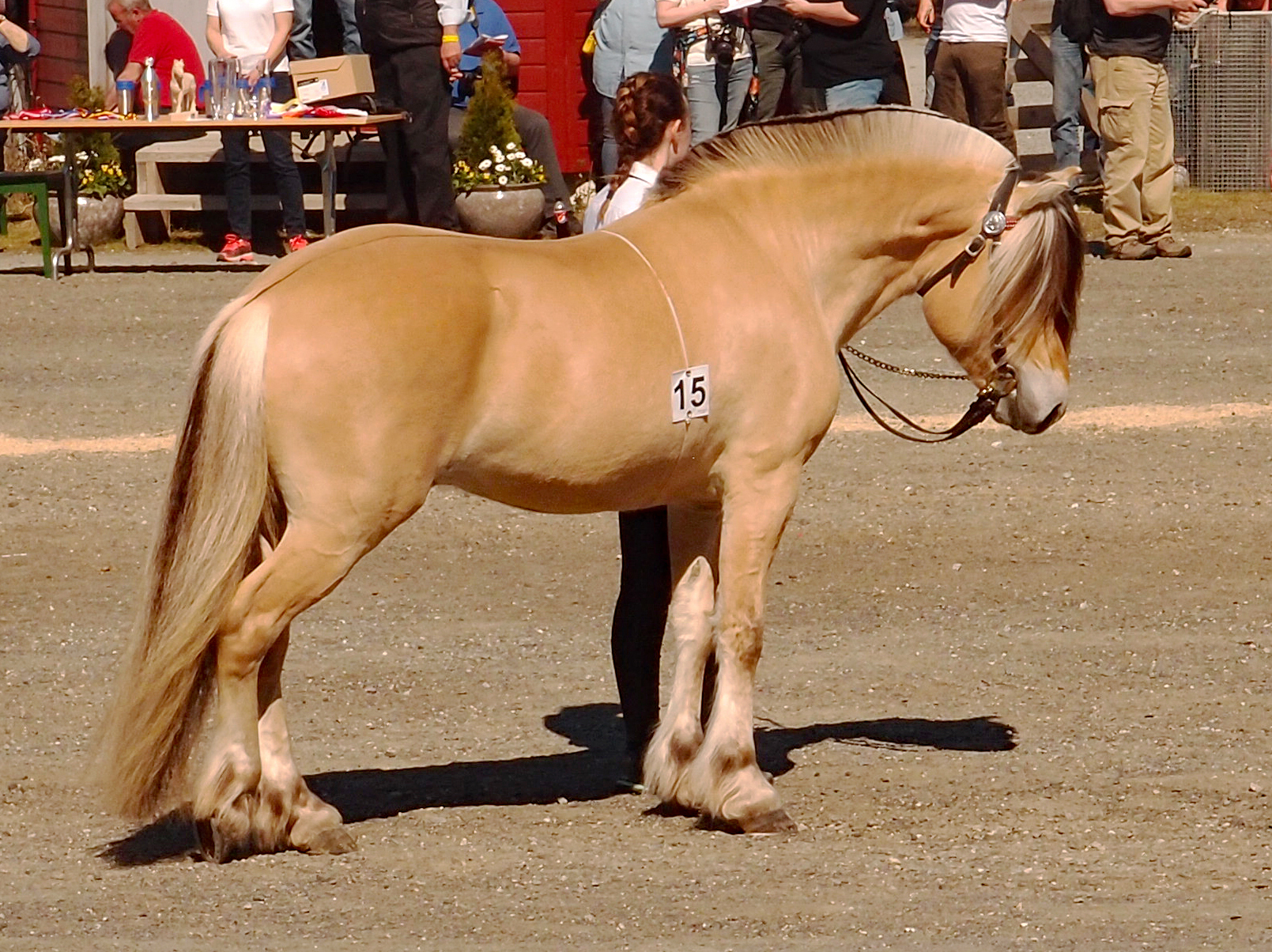
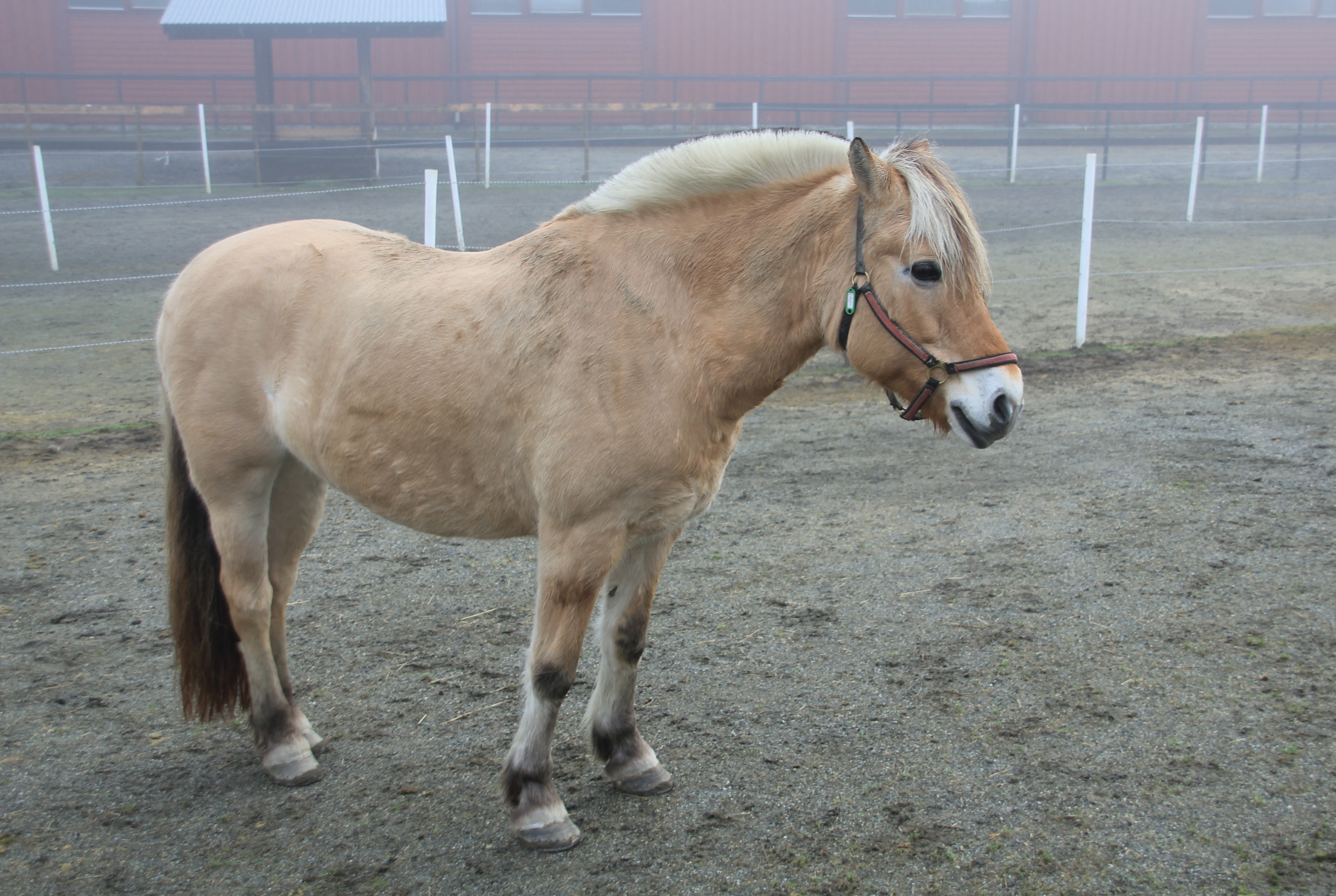
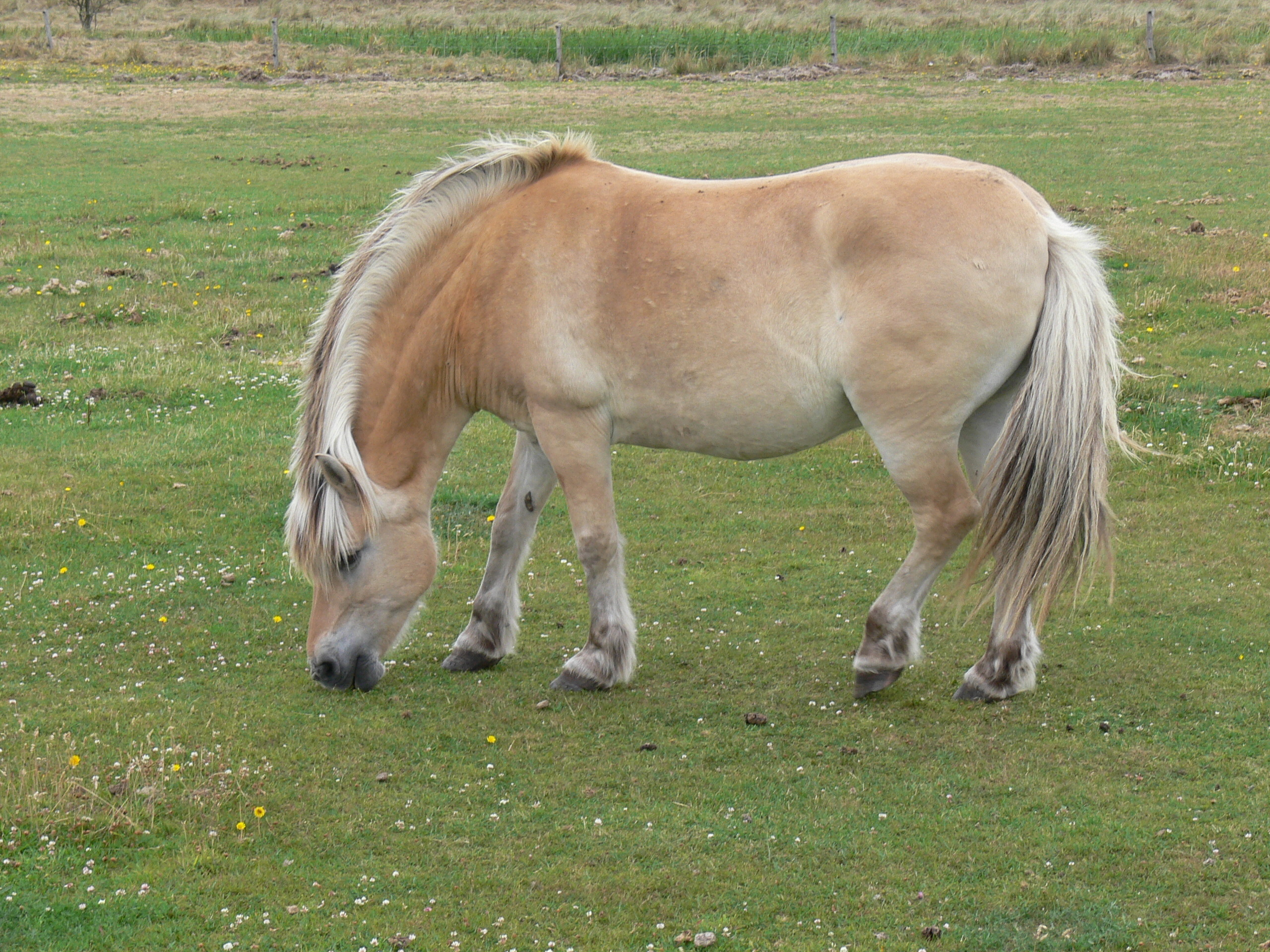
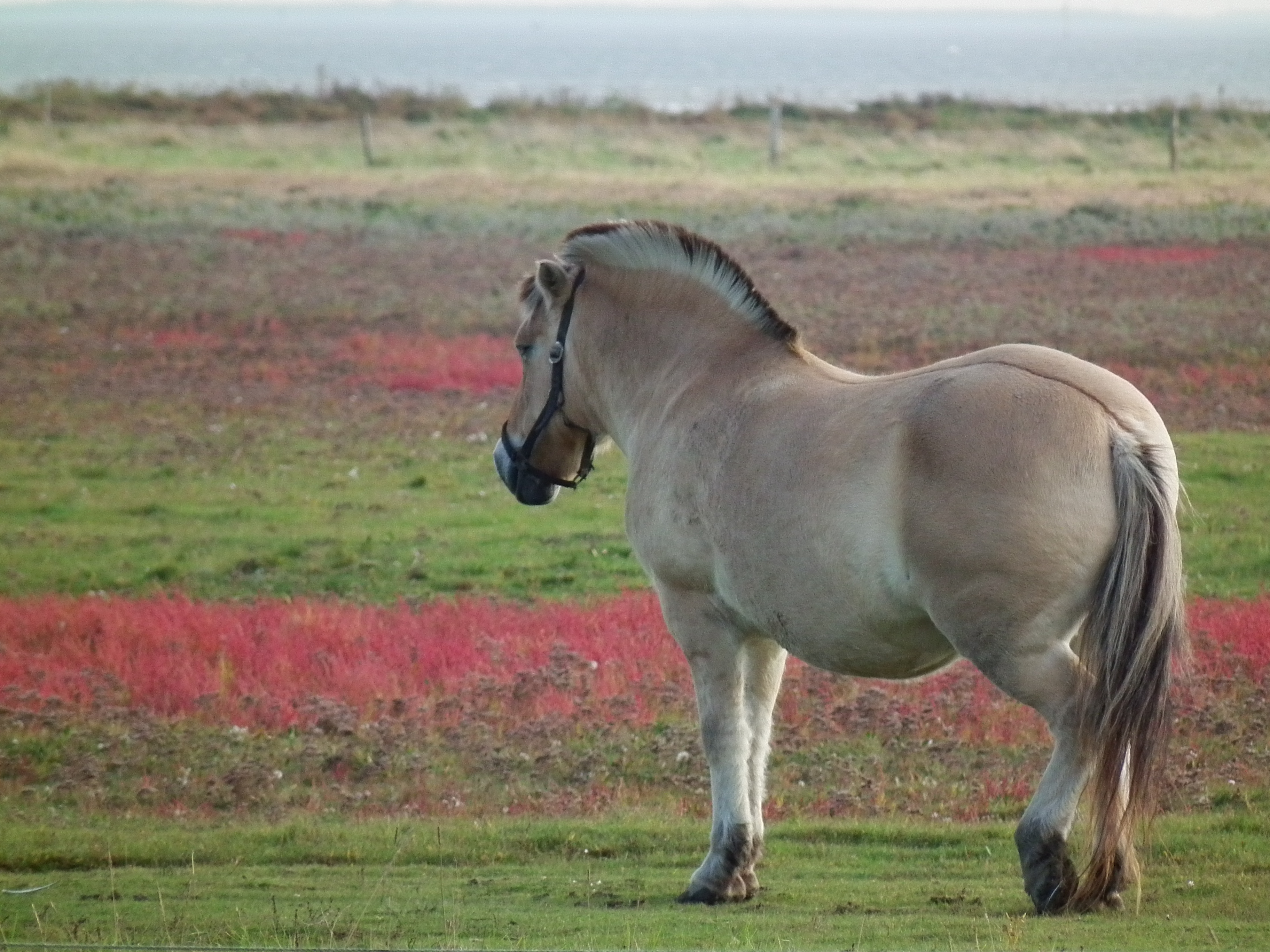
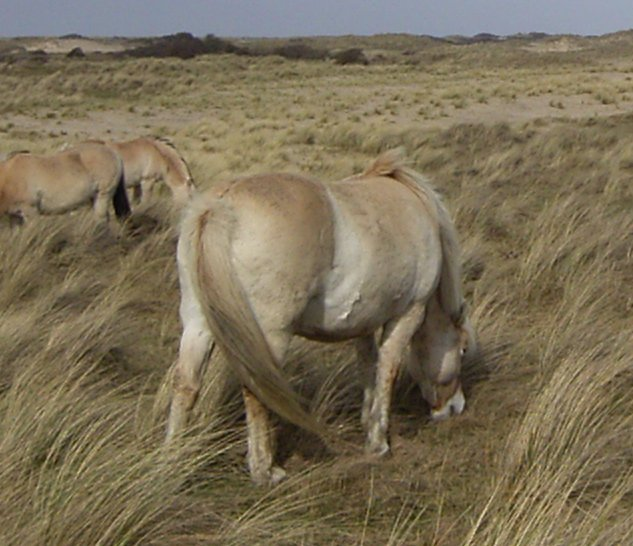
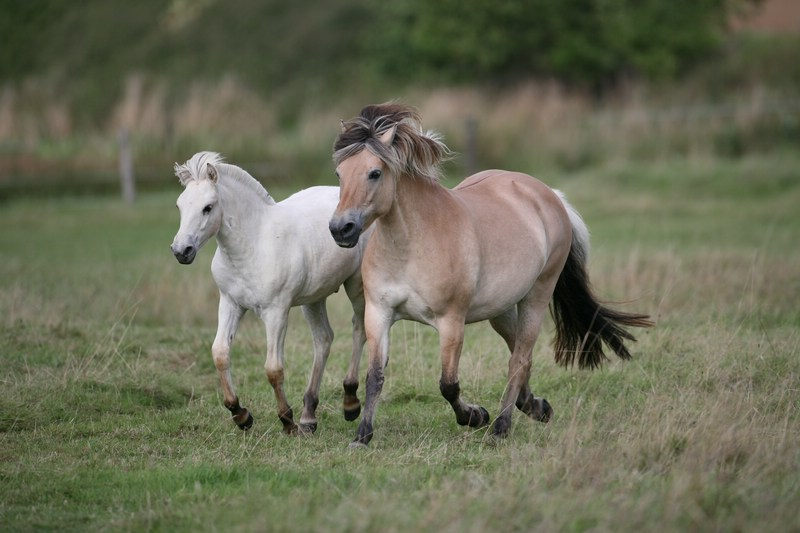
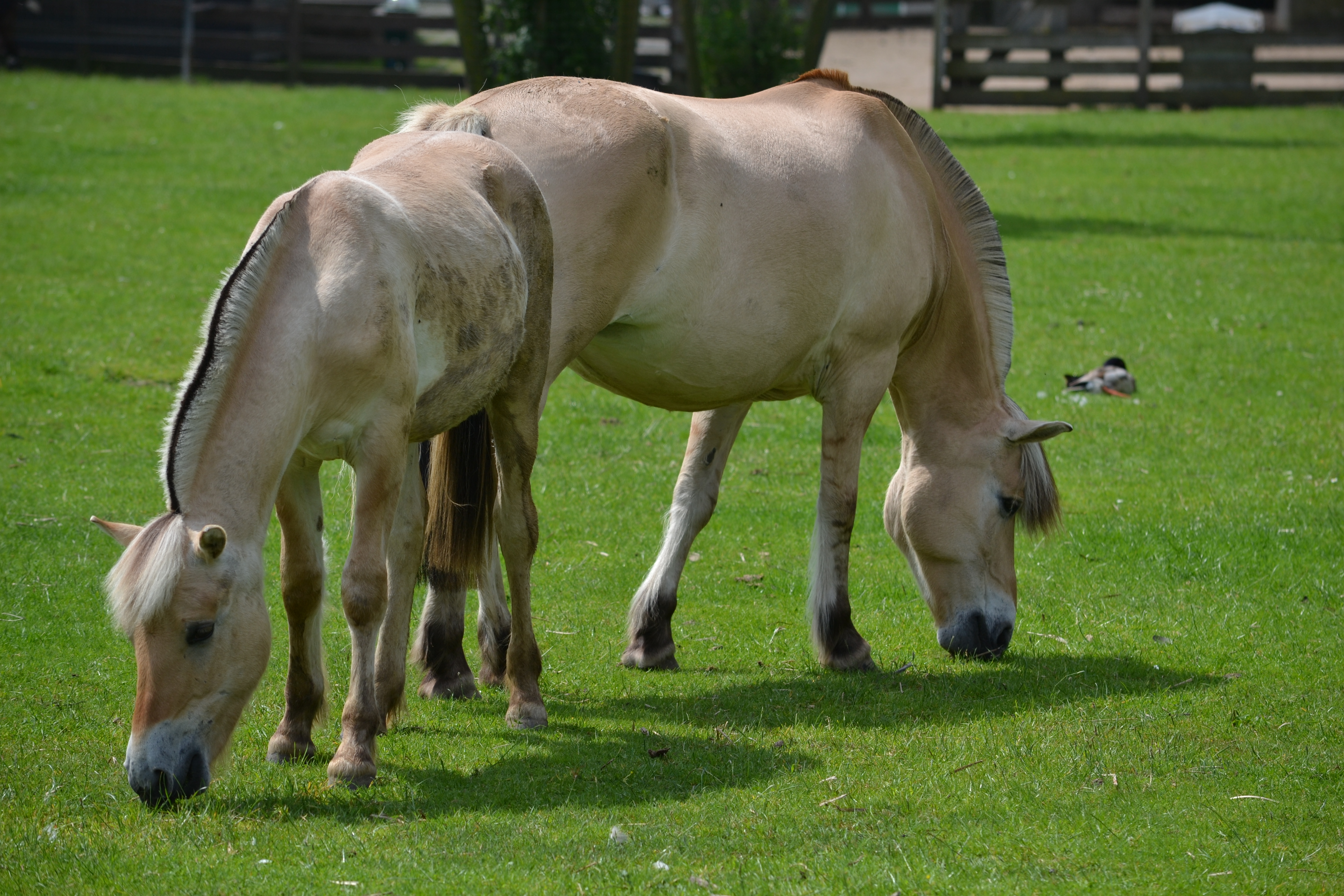
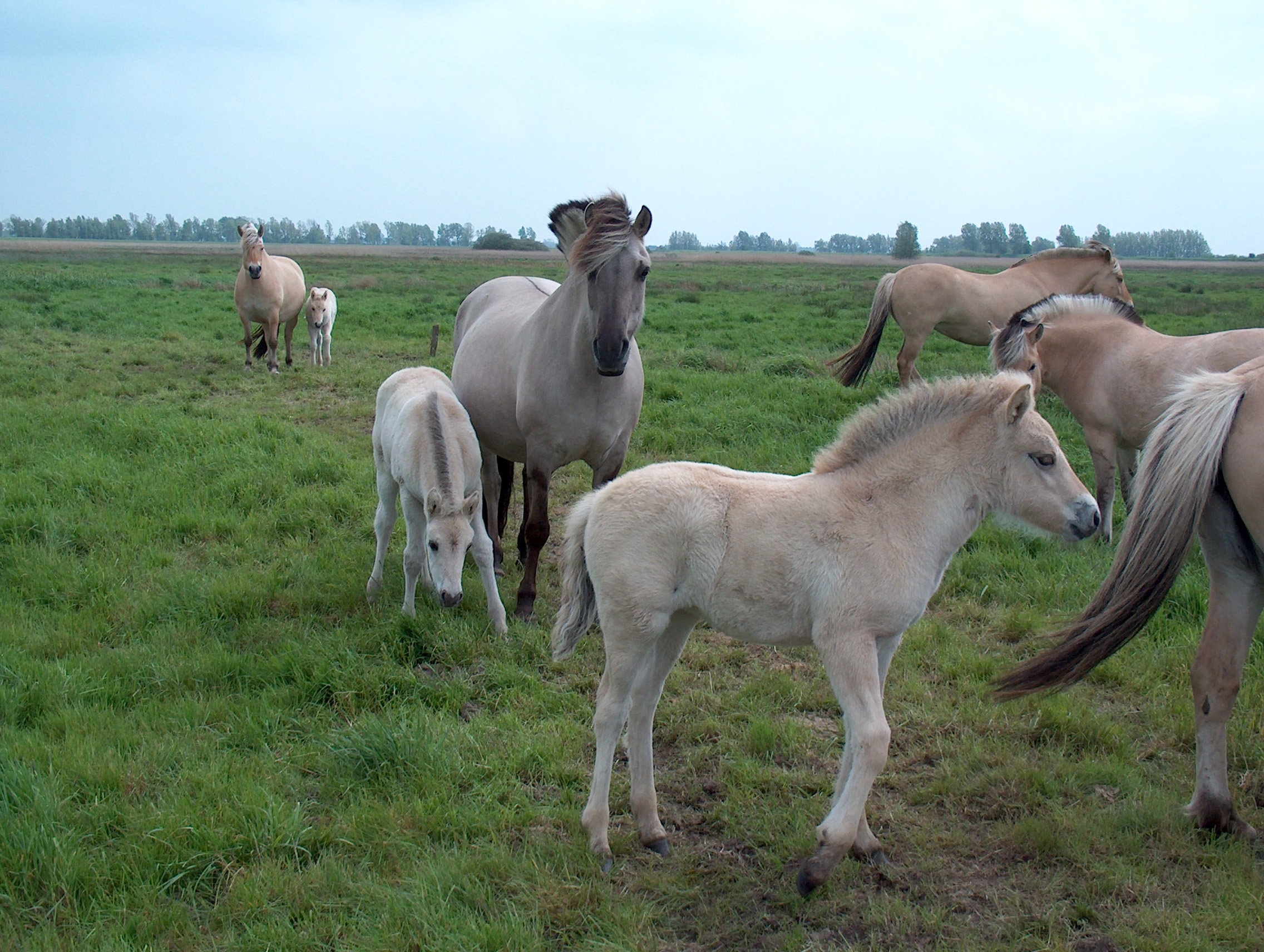
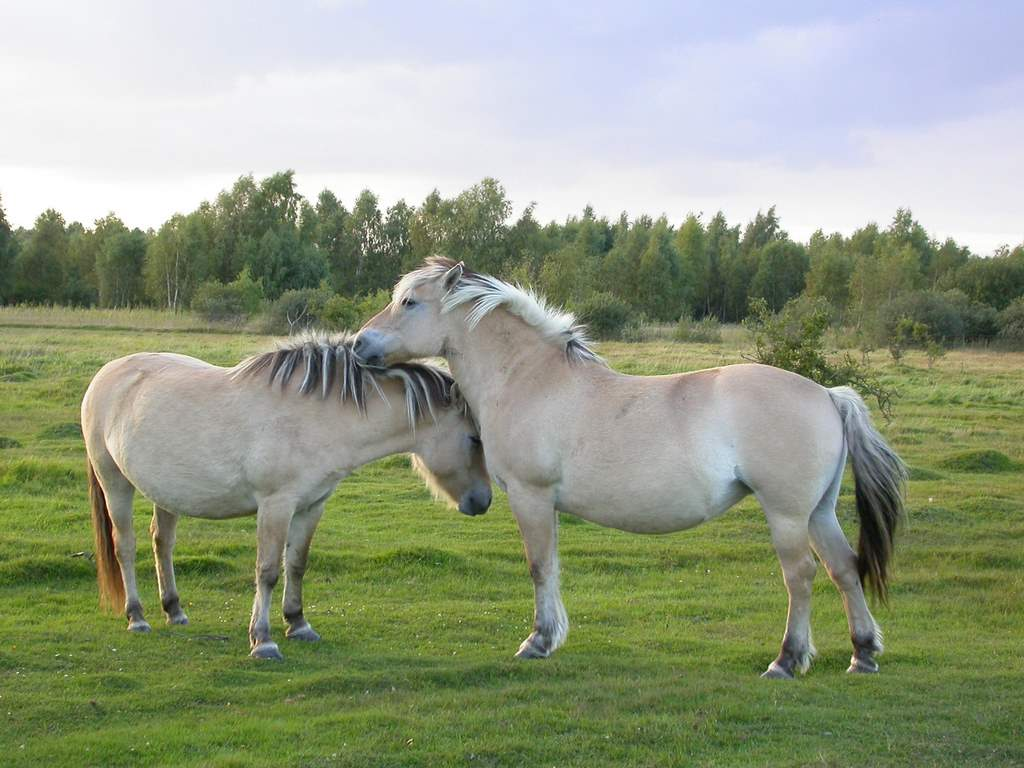
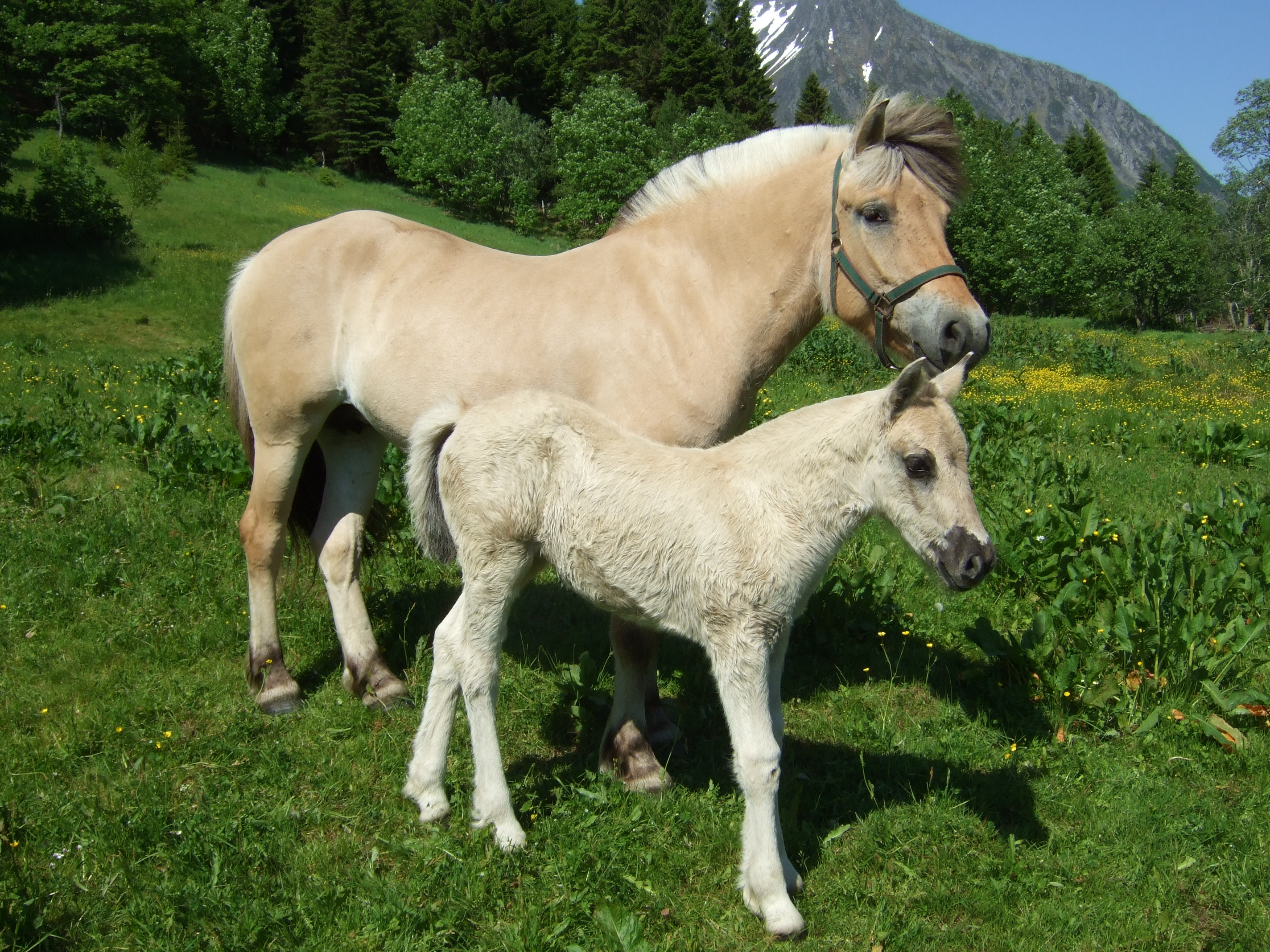
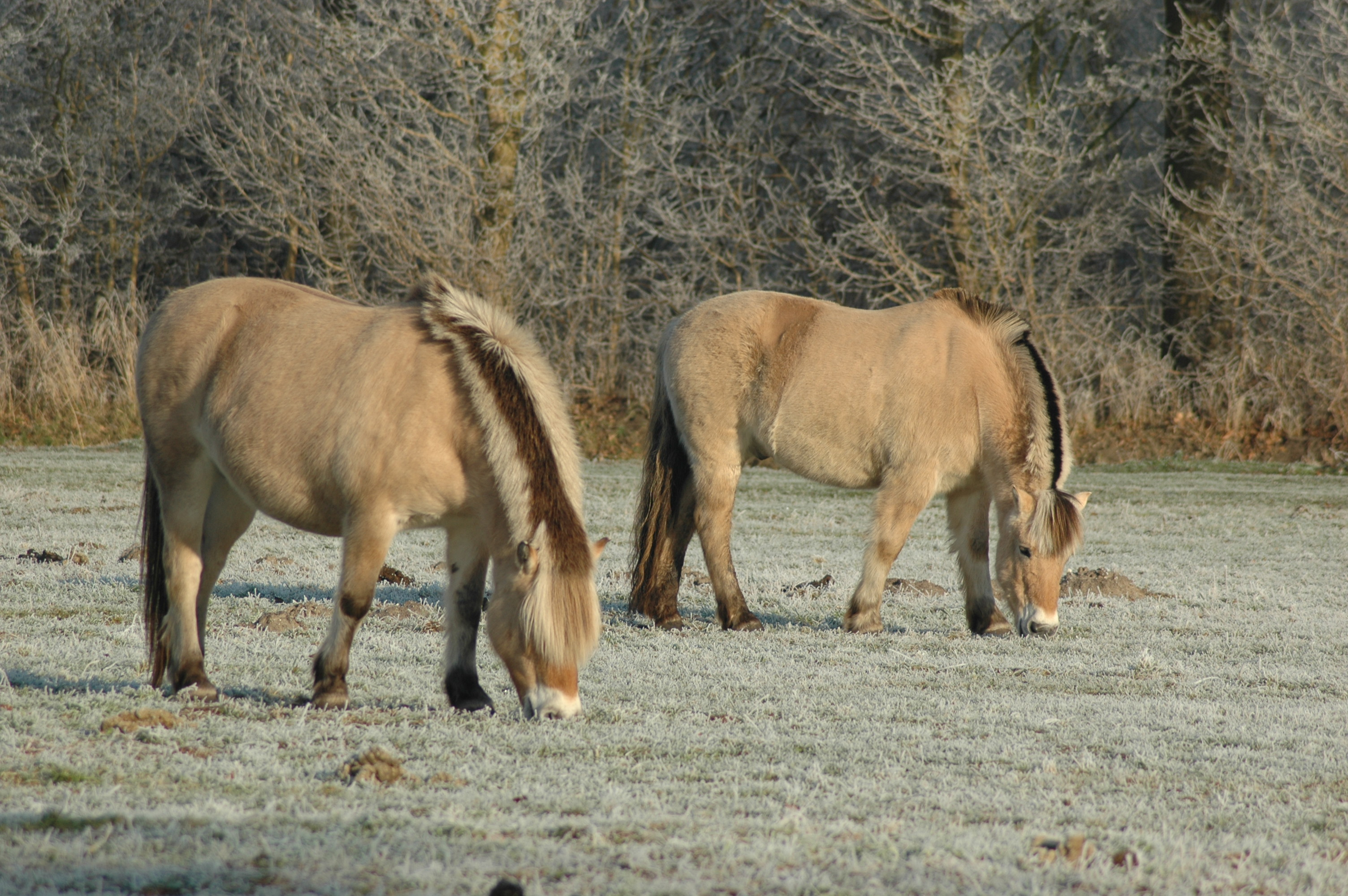
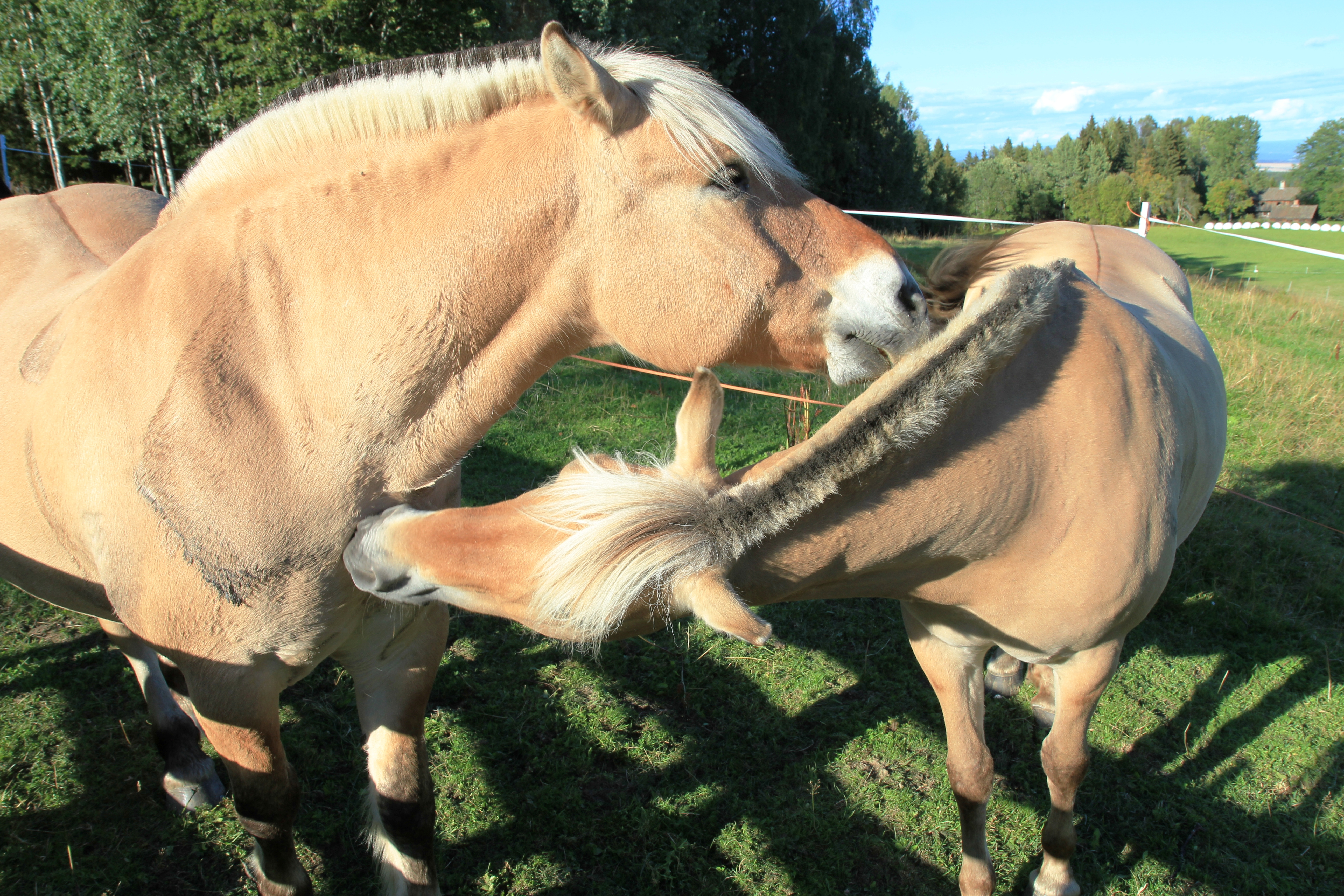
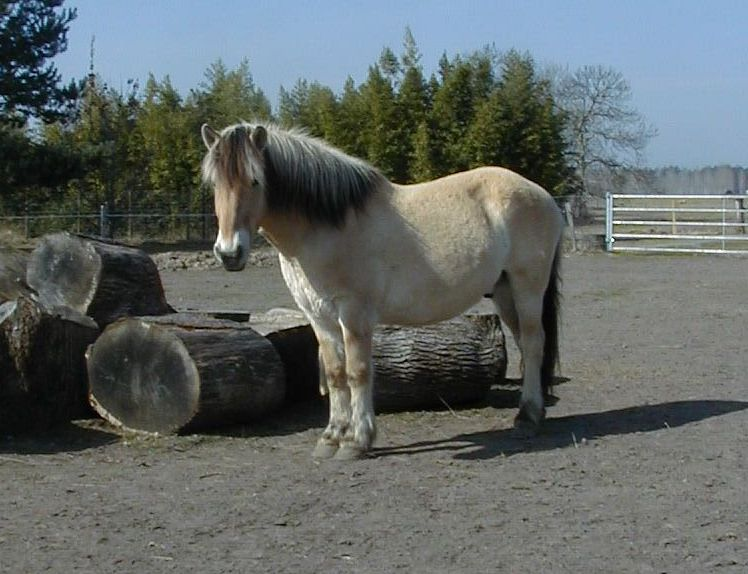
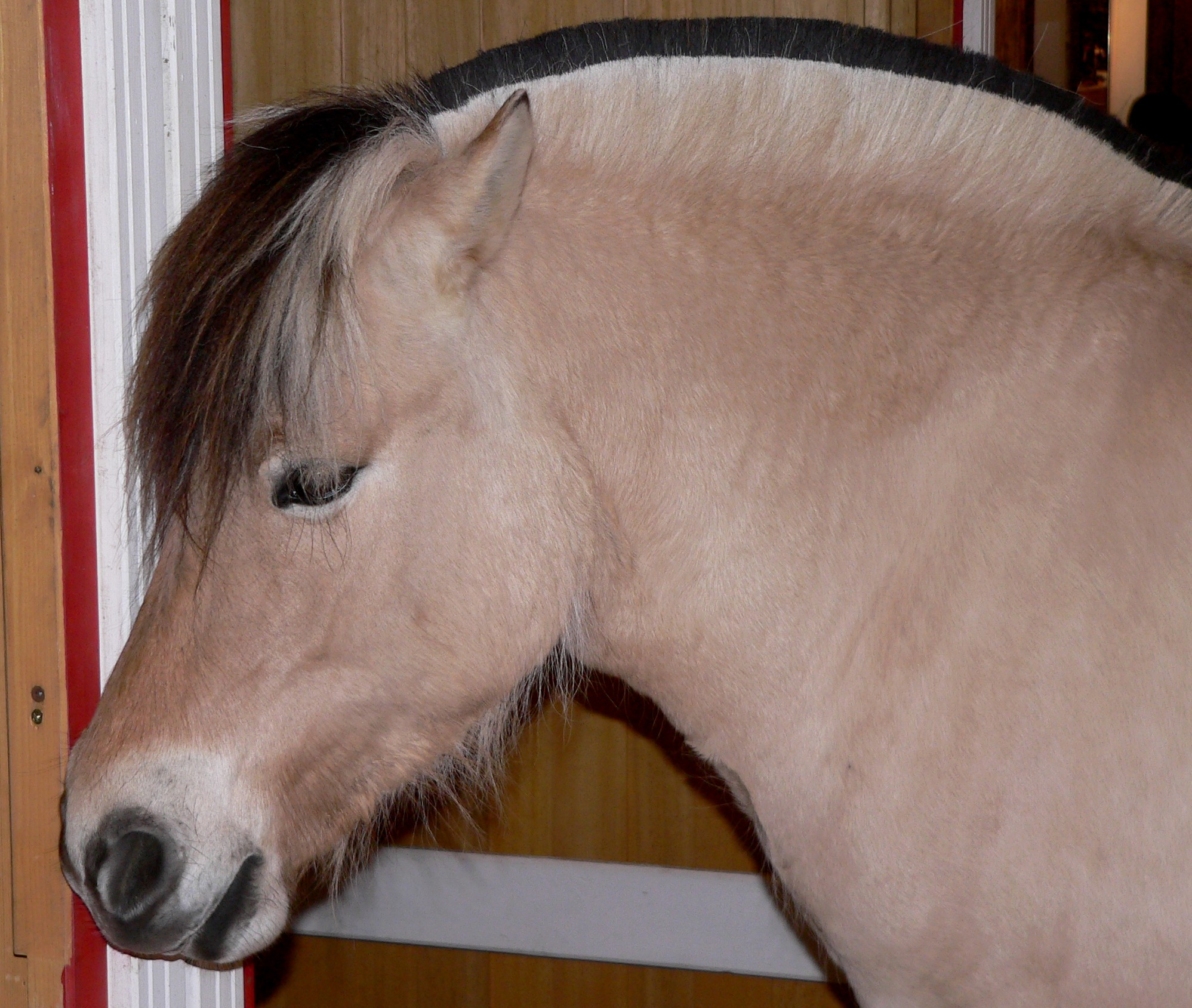
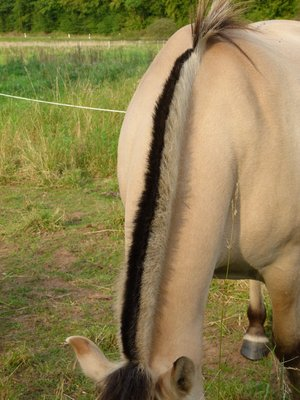
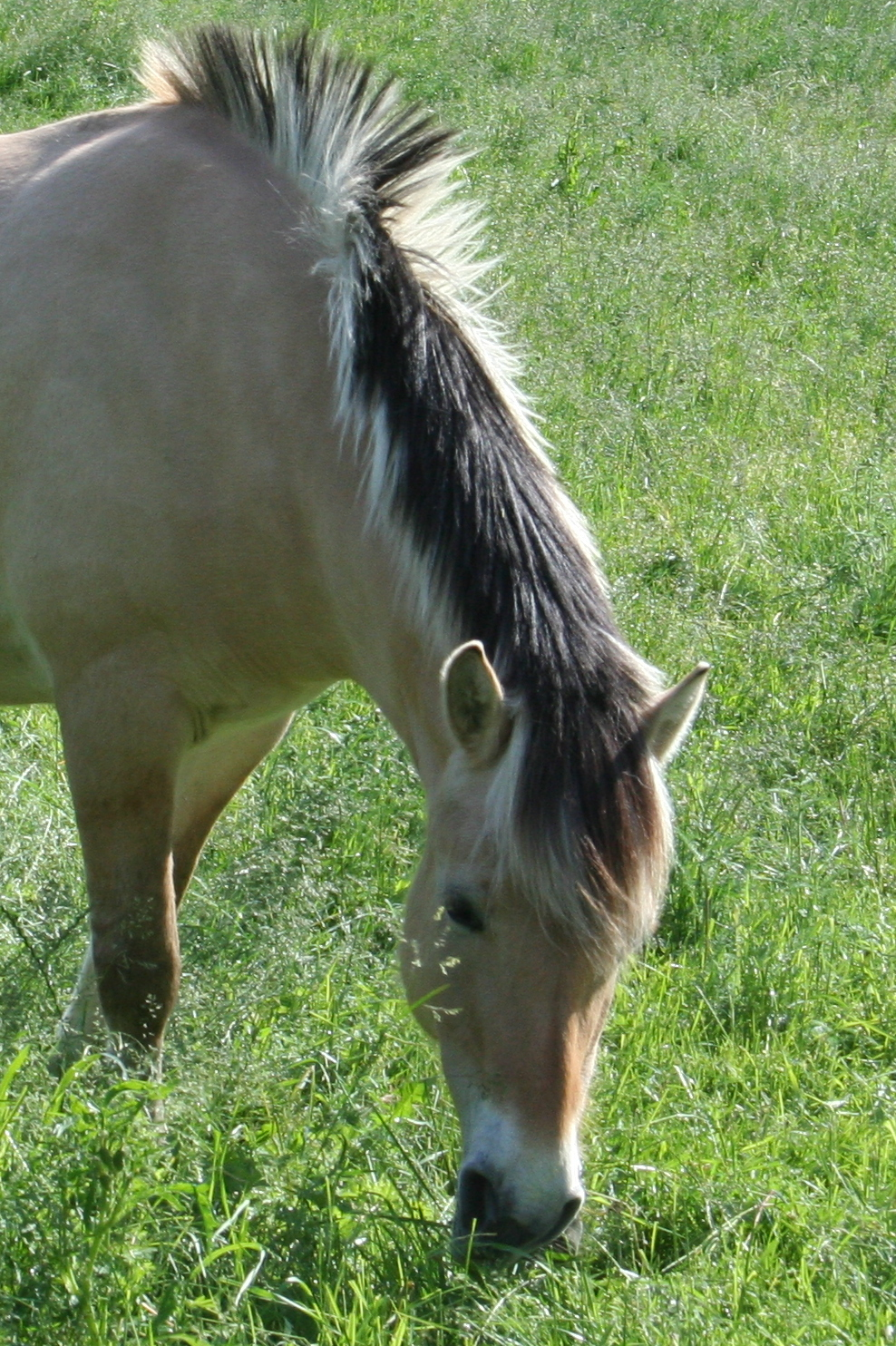

### Особливості
Фіордський кінь достатньо сильний для важкої роботи, такої як оранка поля або транспортування деревини, але водночас досить легкий і спритний, щоб бути хорошим верховим і їздовим конем. Фіорди також впевнені в горах, не мають проблем з кам'янистою пересічною місцевістю. Сьогодні фіордський кінь є улюбленим у норвезьких школах верхової їзди та терапевтичних школах, оскільки його загалом м’який характер і невеликі розміри роблять його придатним для дітей та людей з обмеженими можливостями. Коні вважаються дуже хорошими верховими кіньми для любительського напрямку, і їх зазвичай використовують у всьому спектрі з можливих, від спортивних змагань до туристичних мандрівок та кінних шоу у Норвегії.

Основні сфери застосування
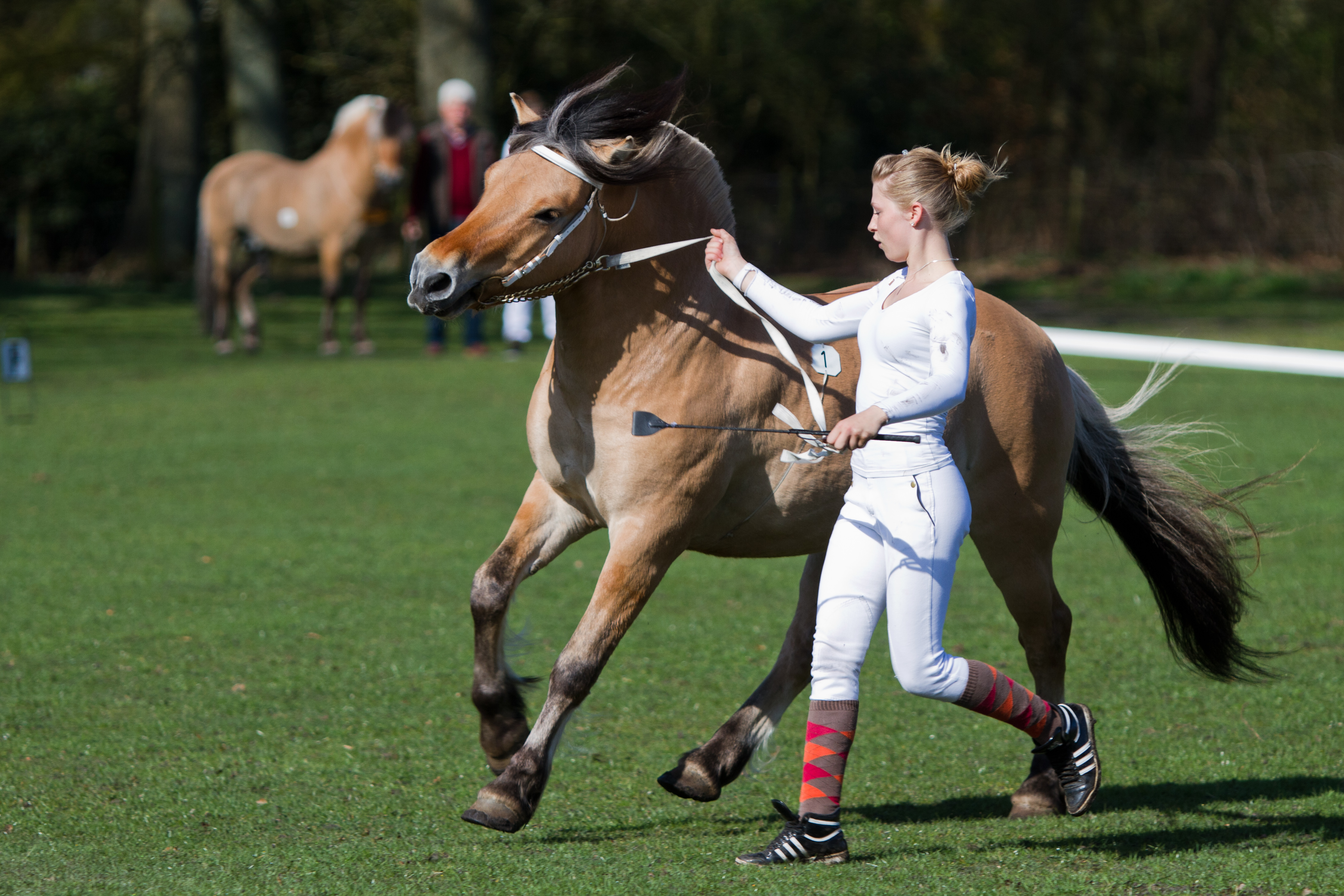
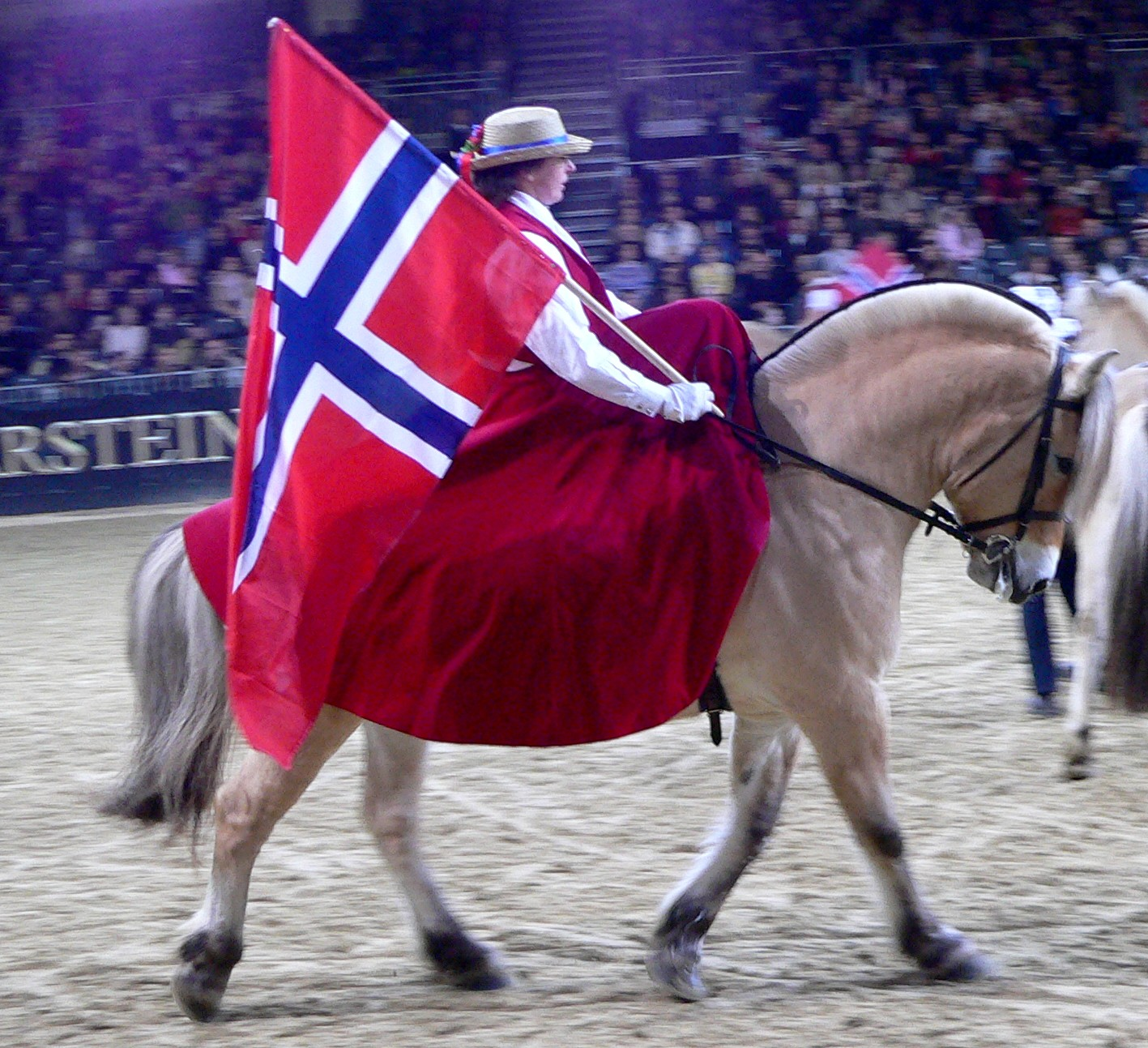
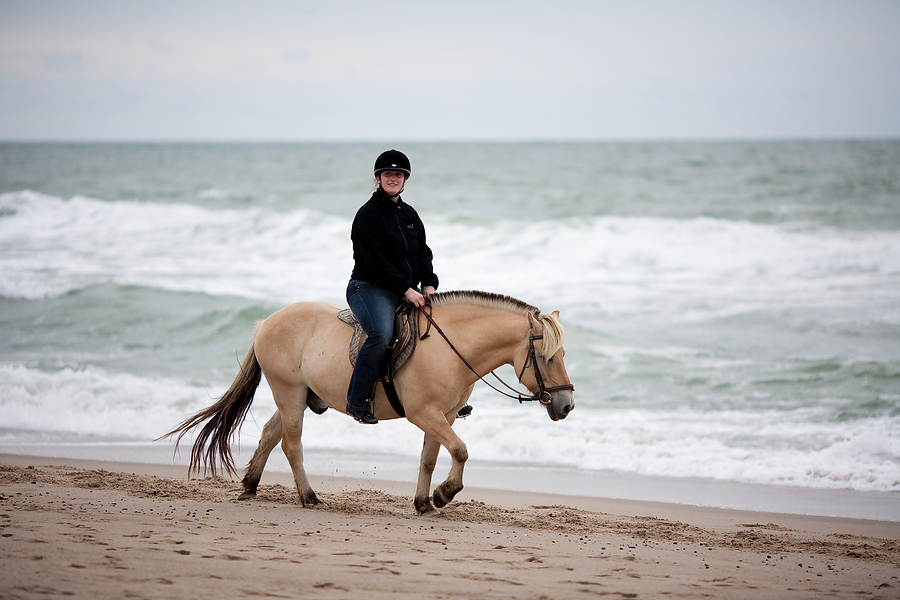
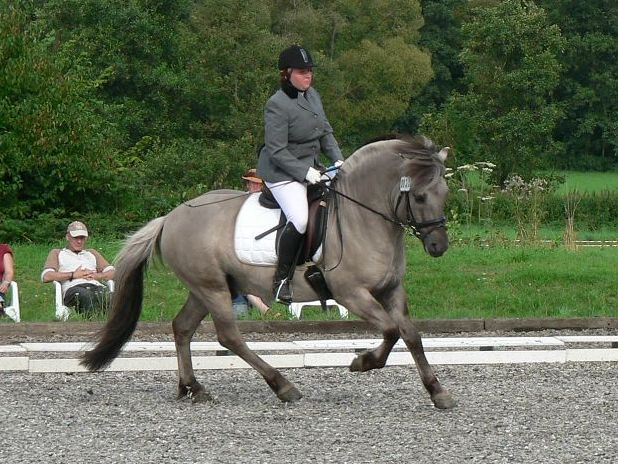
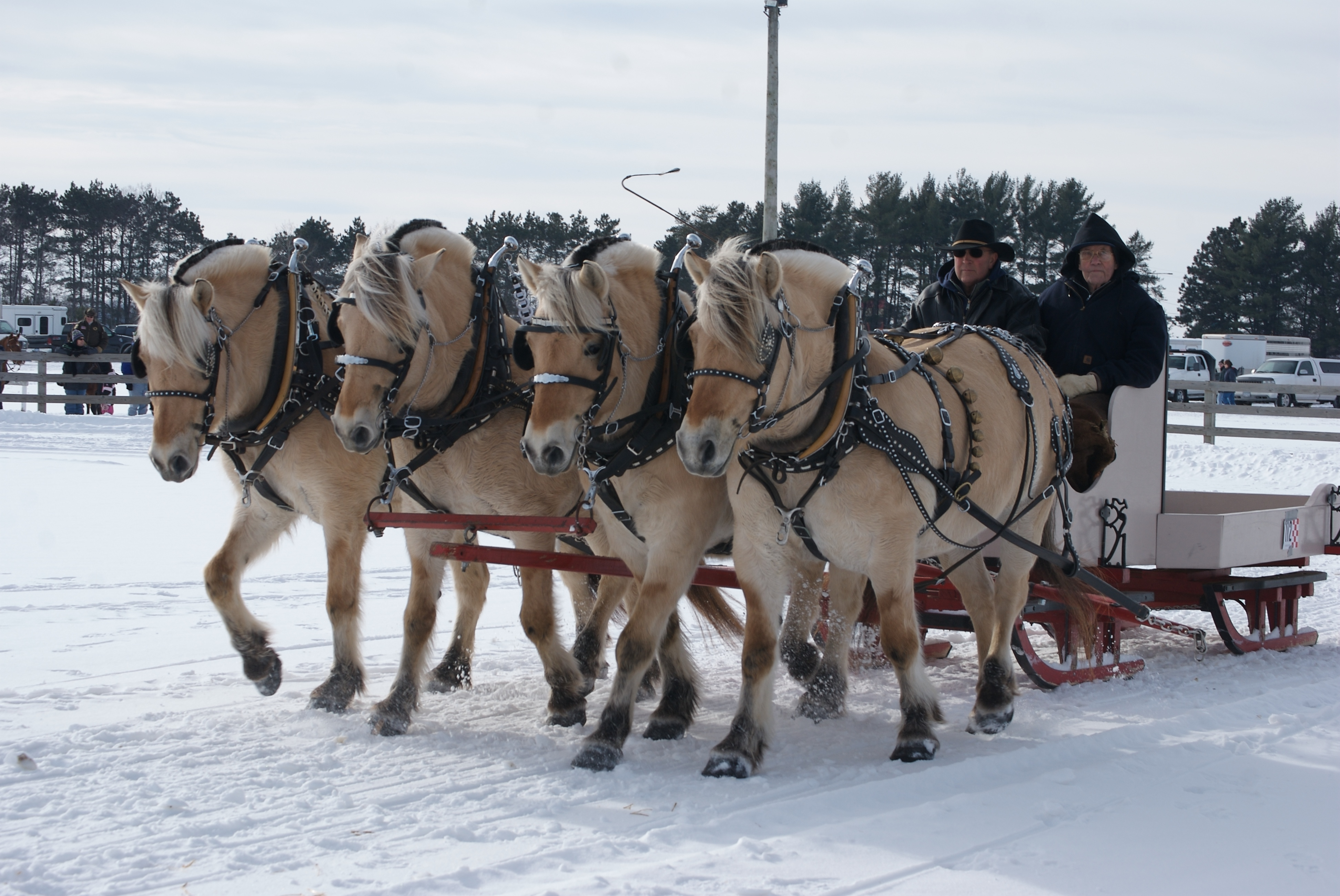
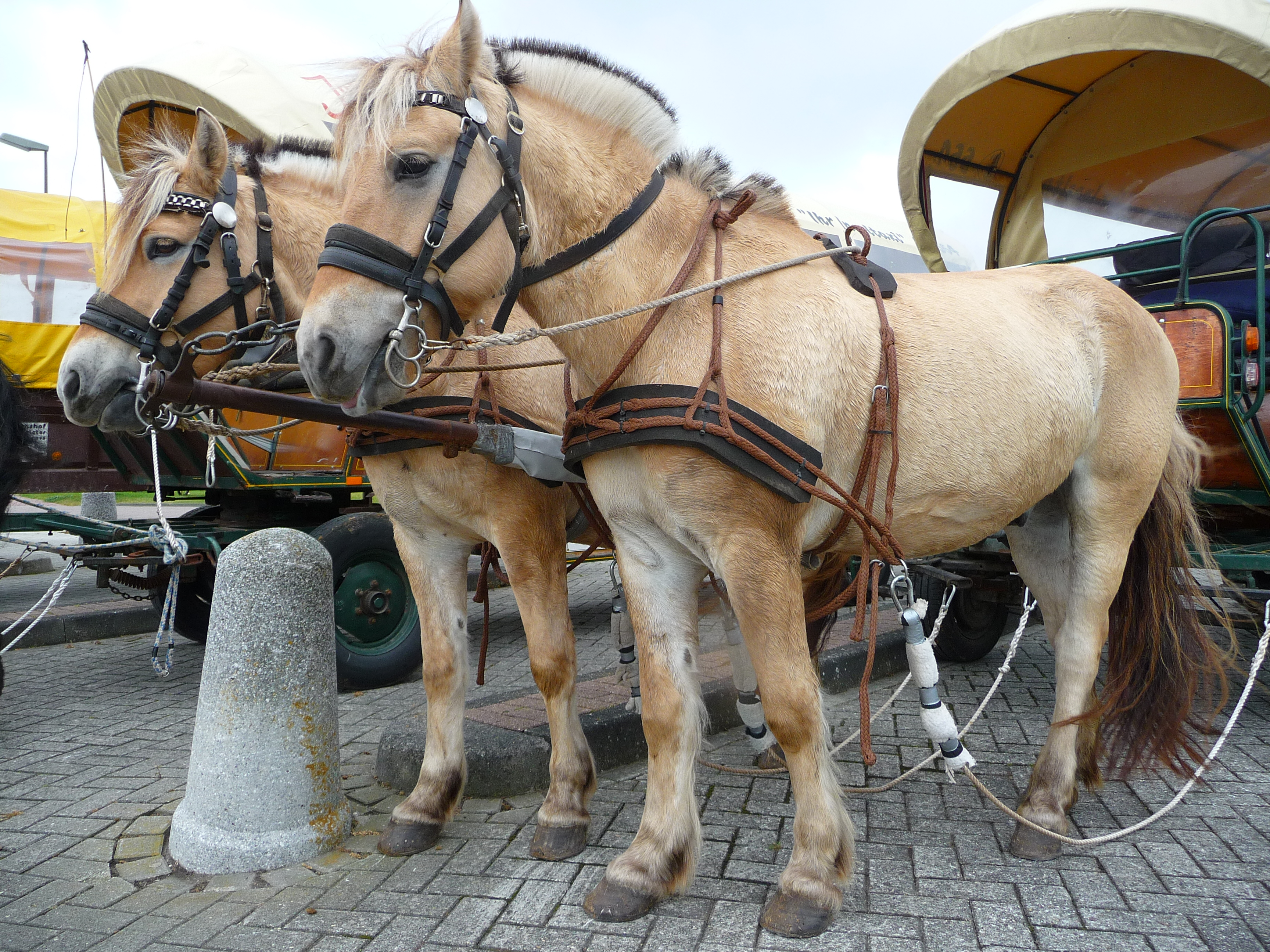
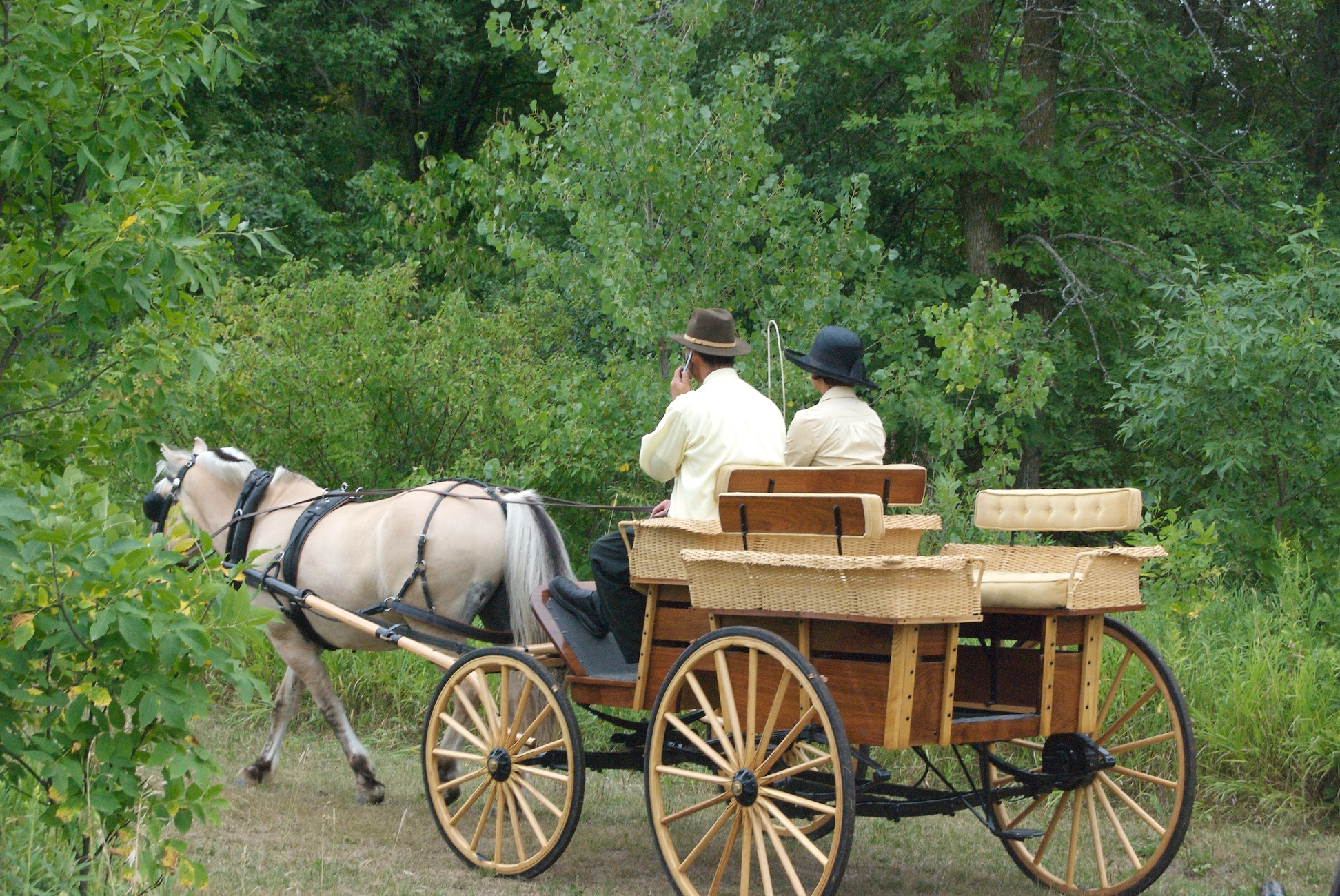
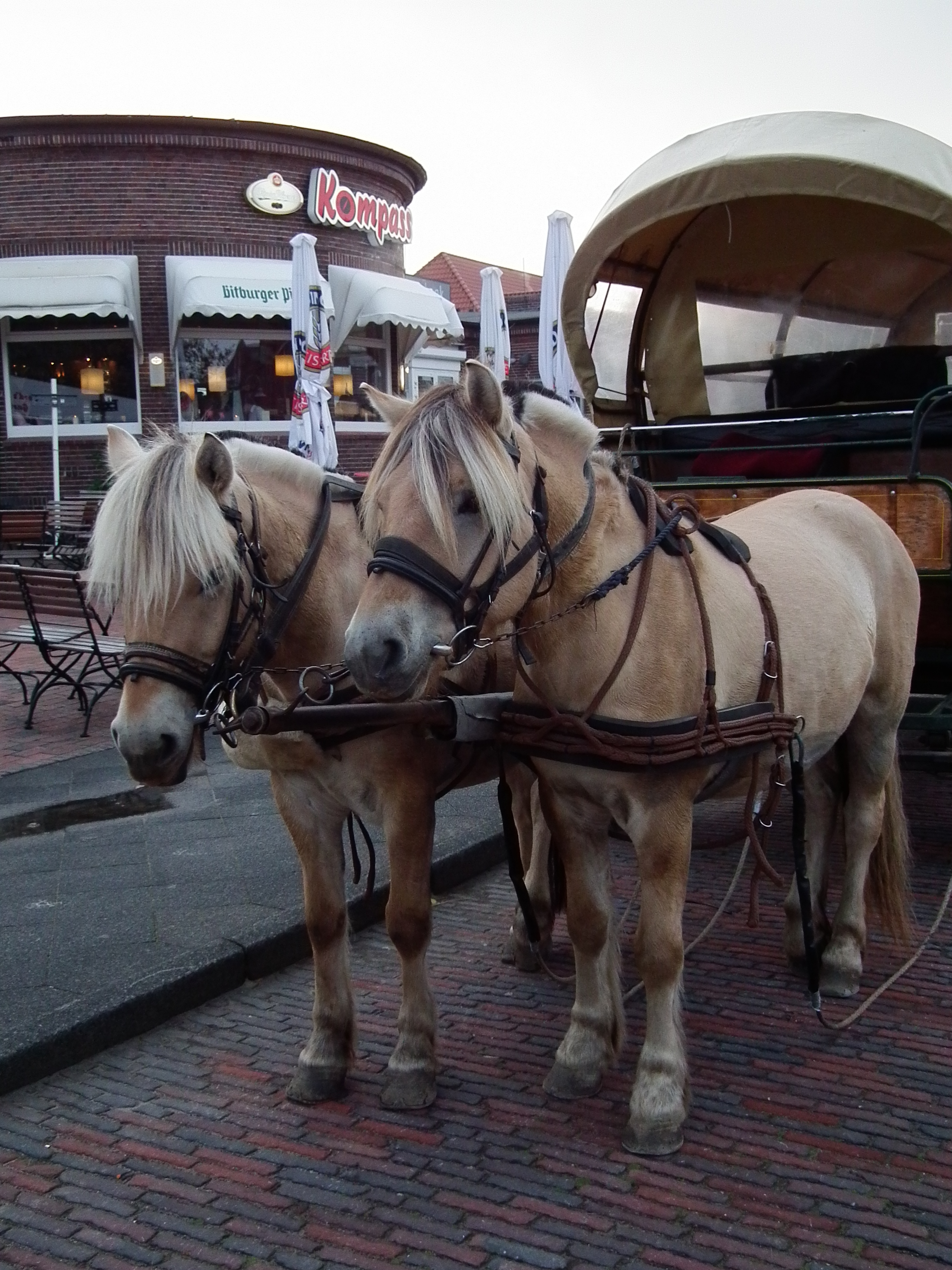
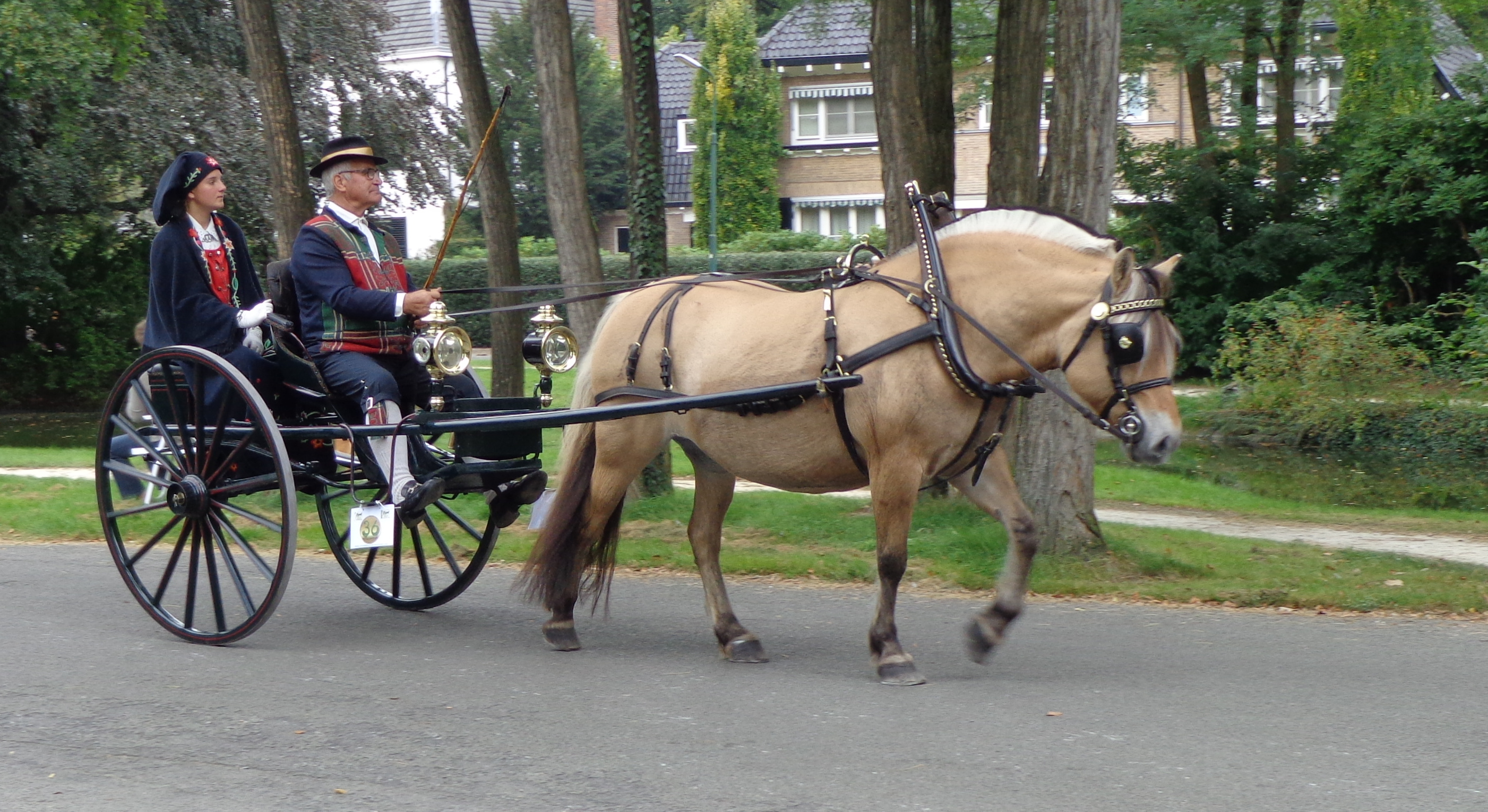
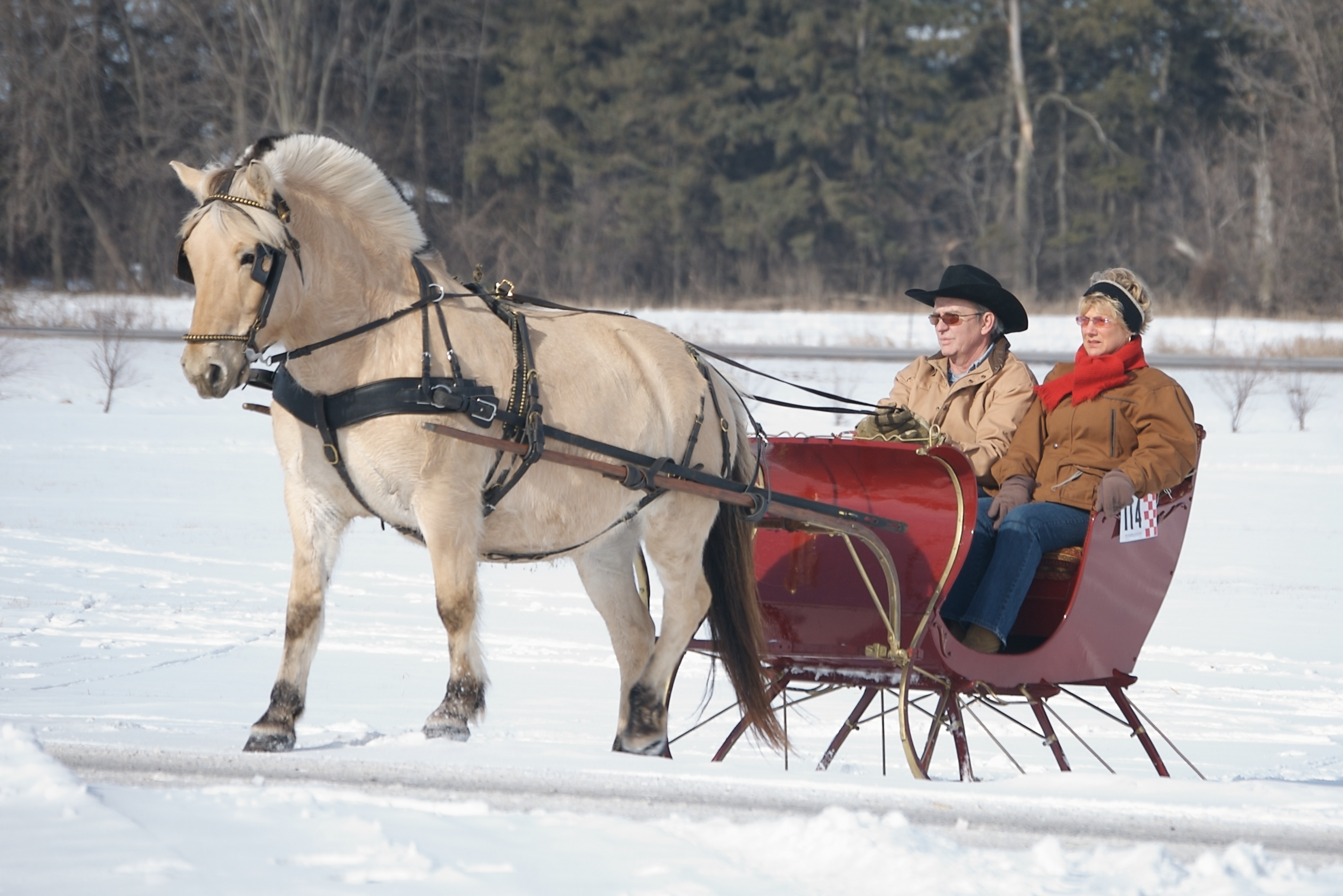
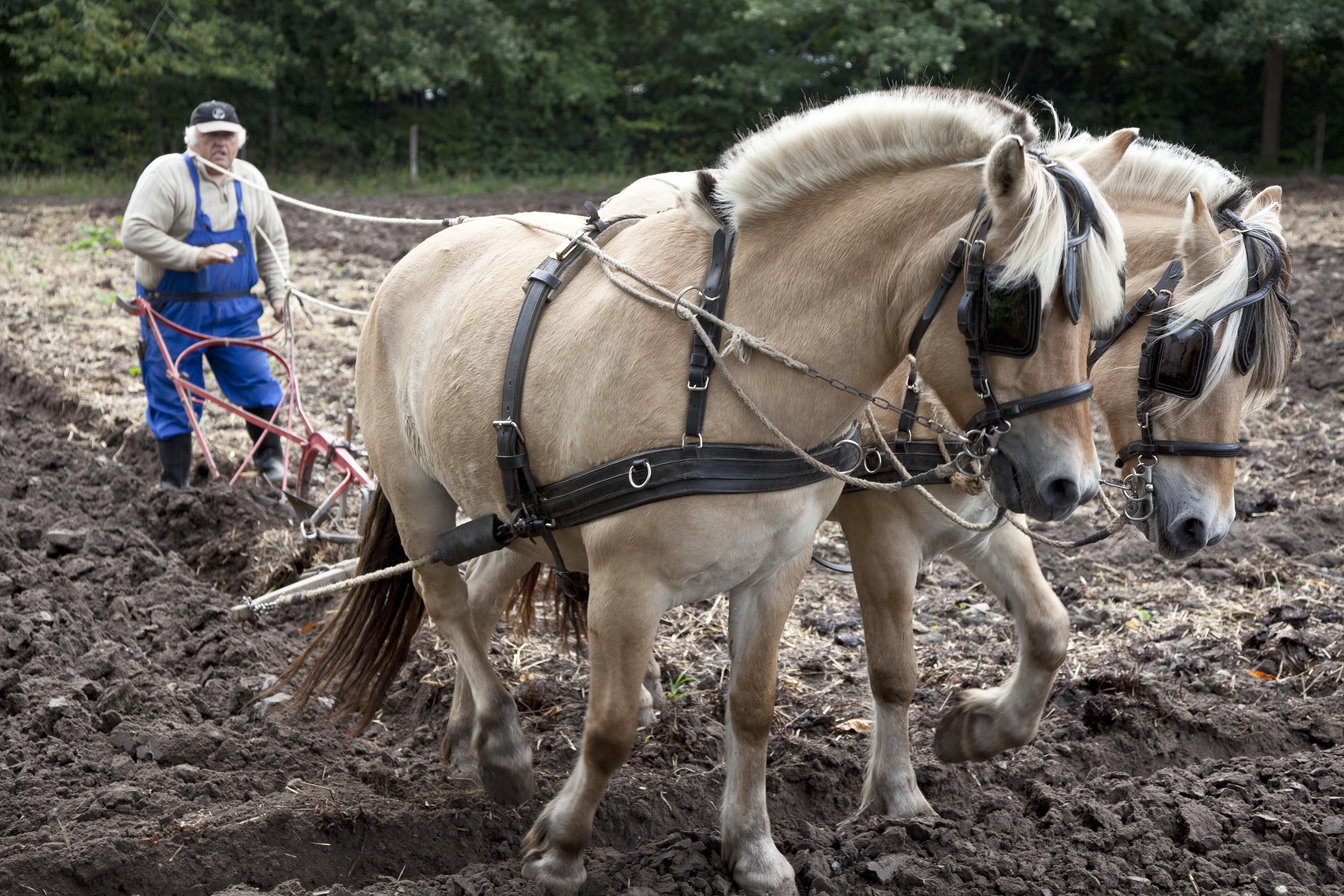
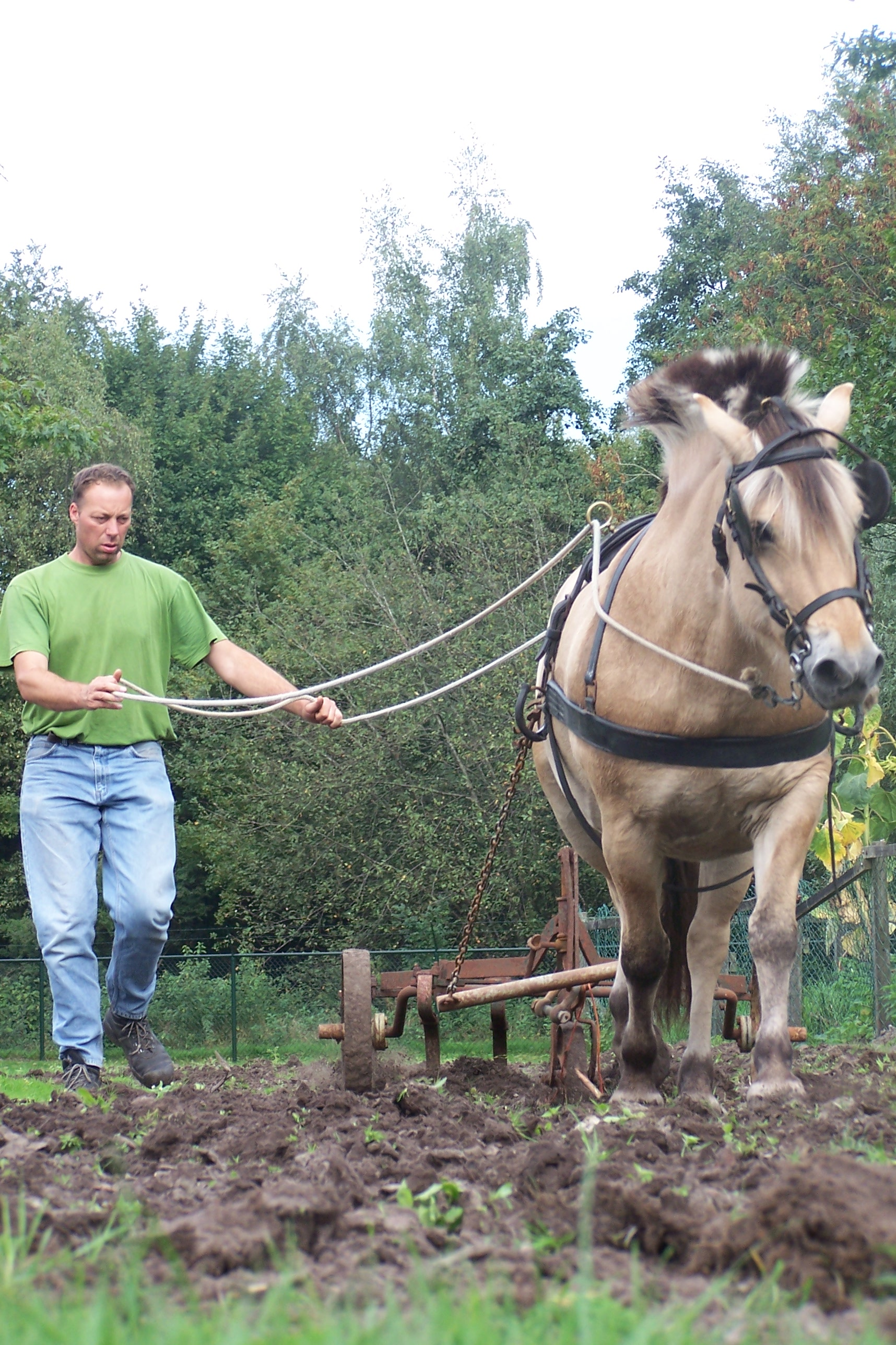

## Історія
Норвезька фіордська порода має давнє і чисте коріння. Відомо, що такі коні існували в Норвегії в кінці останнього льодовикового періоду. Вважається, що предки сучасного фіордського коня мігрували до Норвегії та були одомашнені понад 4000 років тому. Археологічні розкопки на місцях поховань вікінгів показують, що фіордський тип коней вибірково виводили щонайменше 2000 років. Фіордів використовували вікінги як бойових коней для військових та службових потреб. Цього коня та його найближчих пращурів також використовували протягом сотень років як сільськогосподарських тварин в західній Норвегії. Його міць, довготривале життя і пристосованість добре підходять для суворих зим півночі.

Фіорди в історії
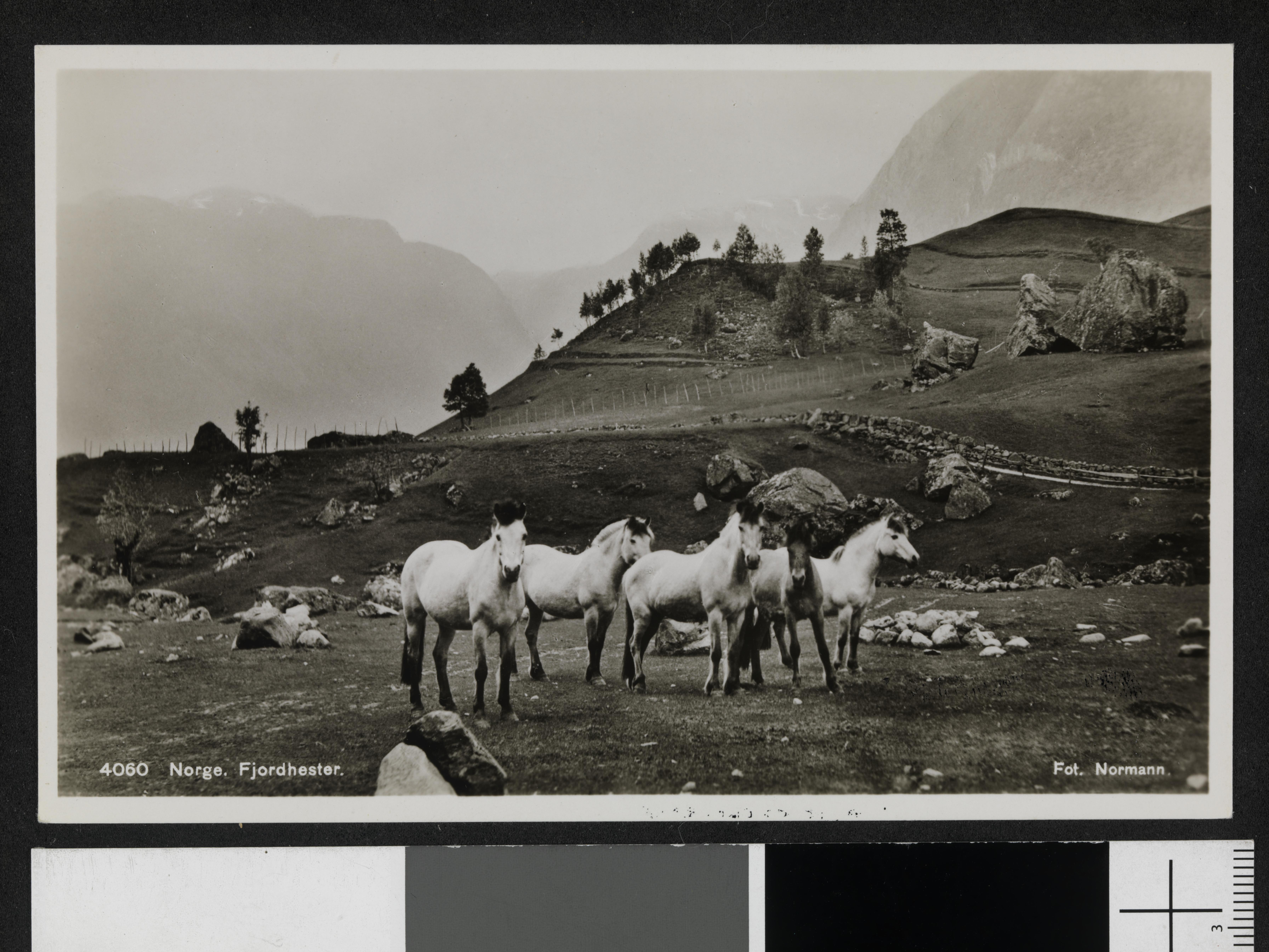
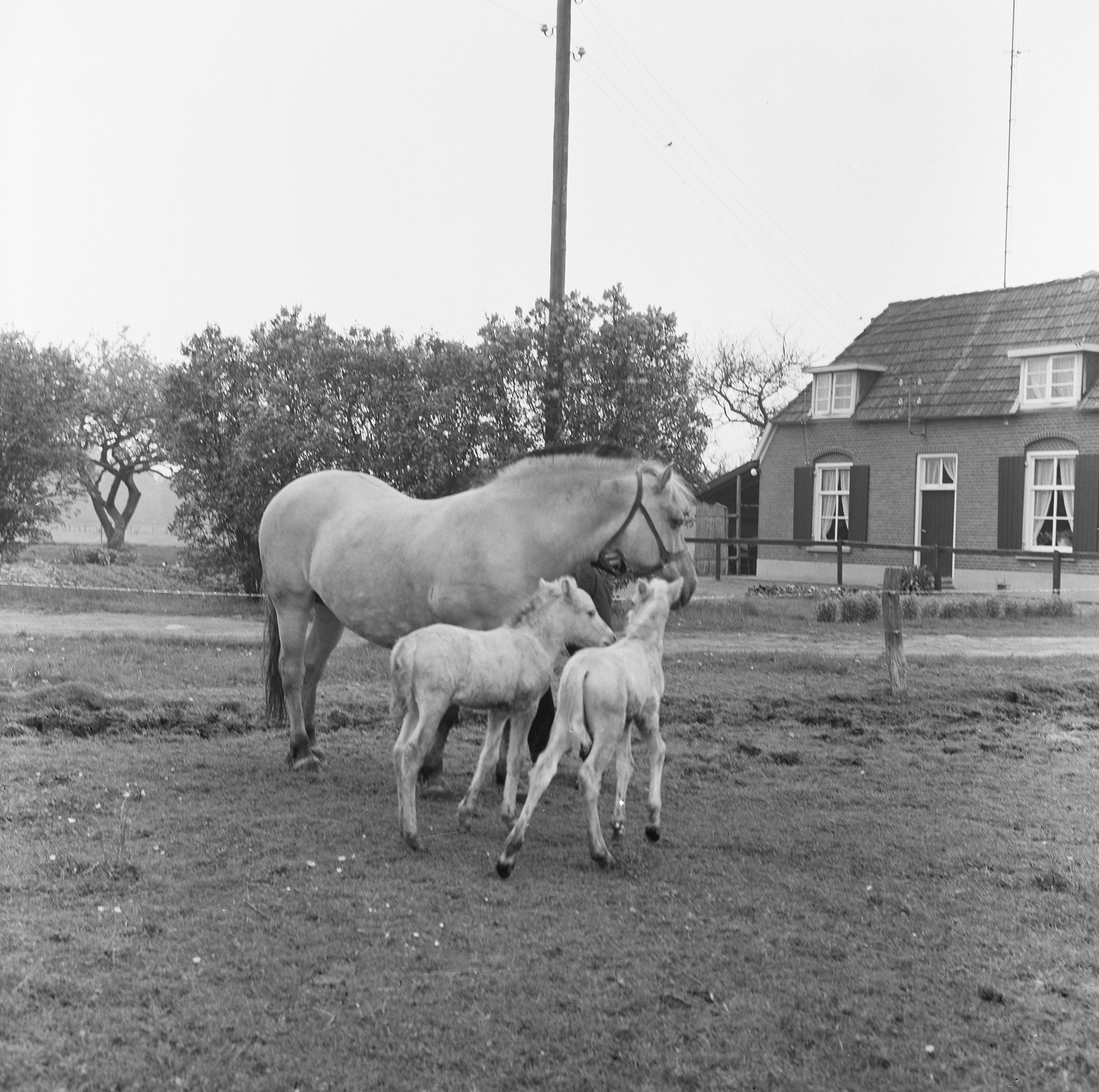
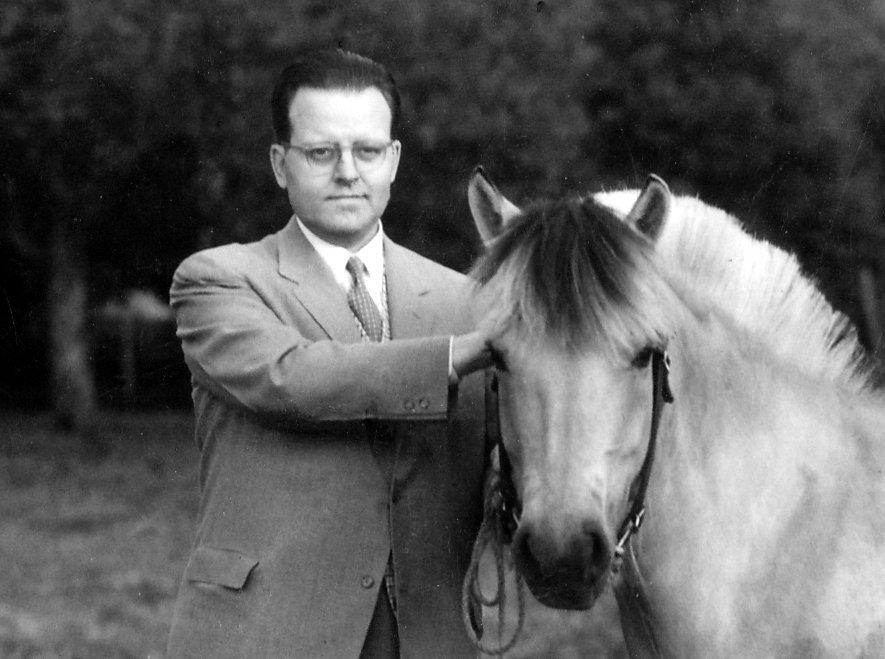
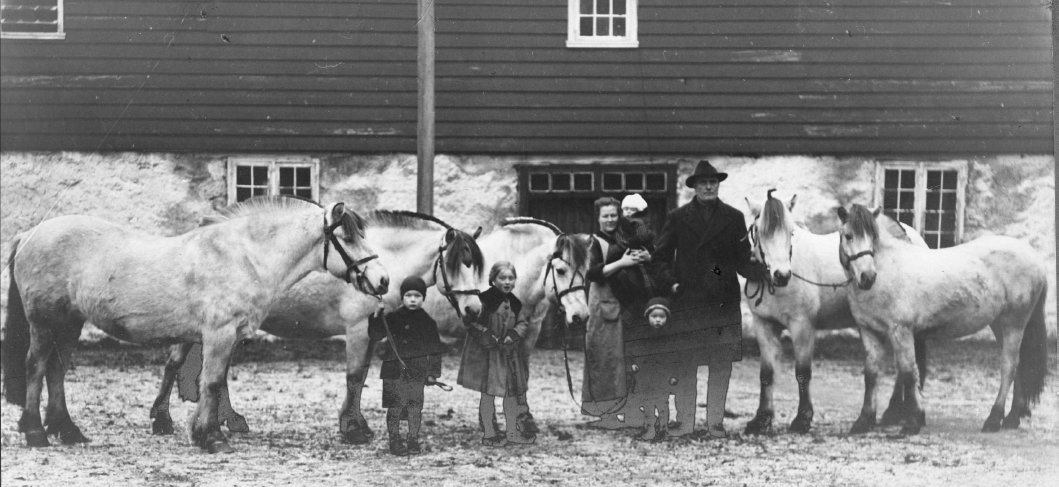
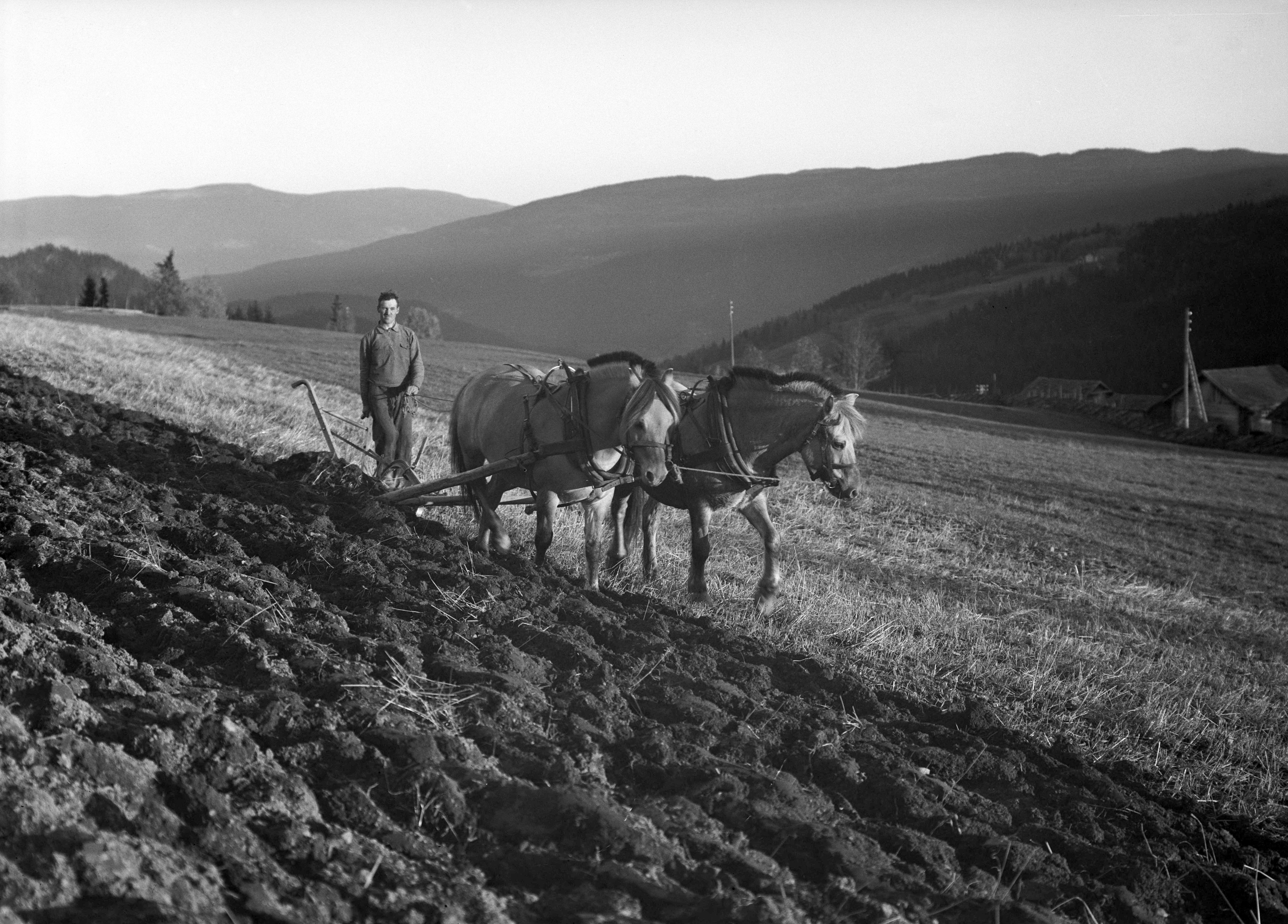
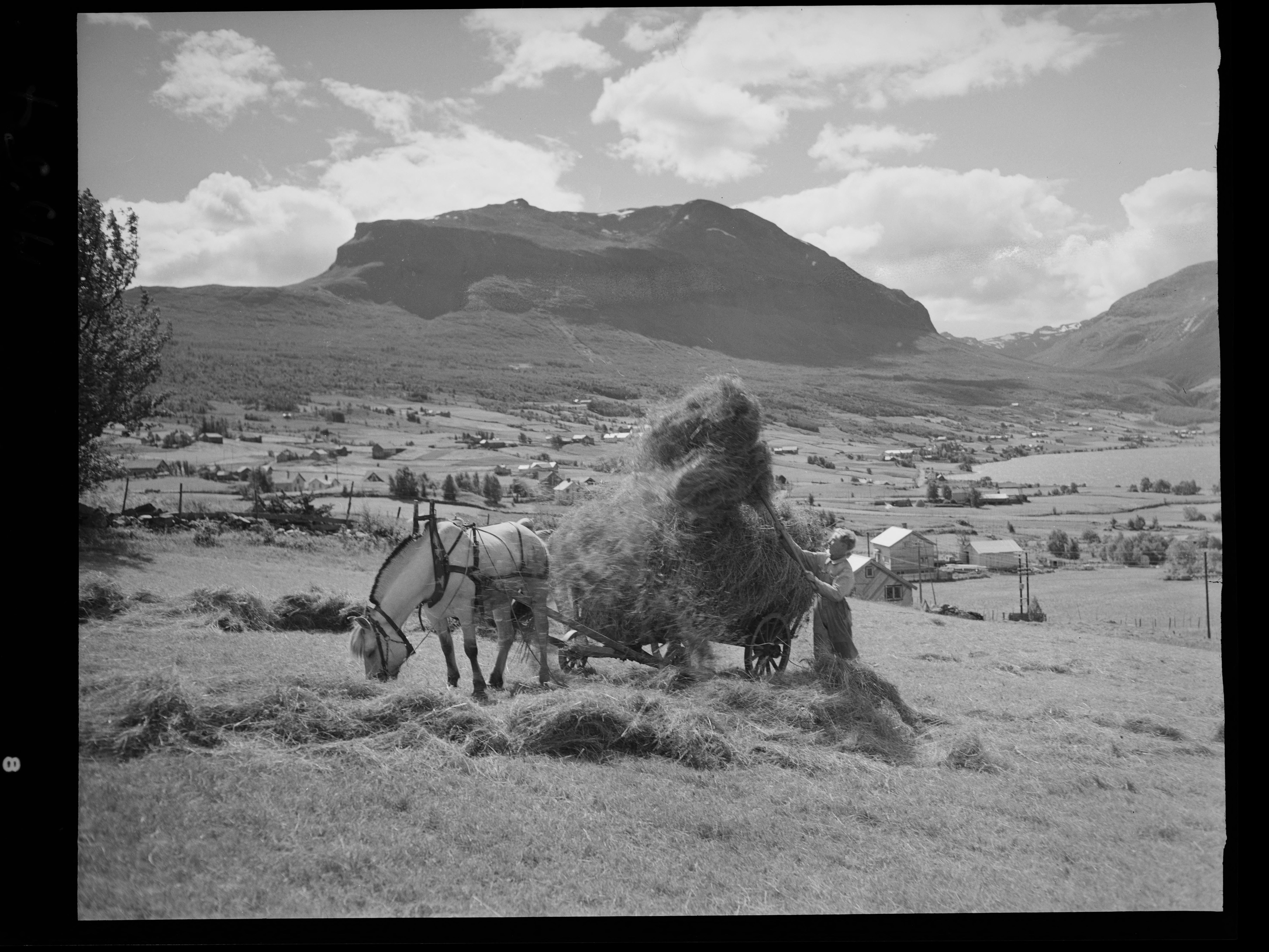
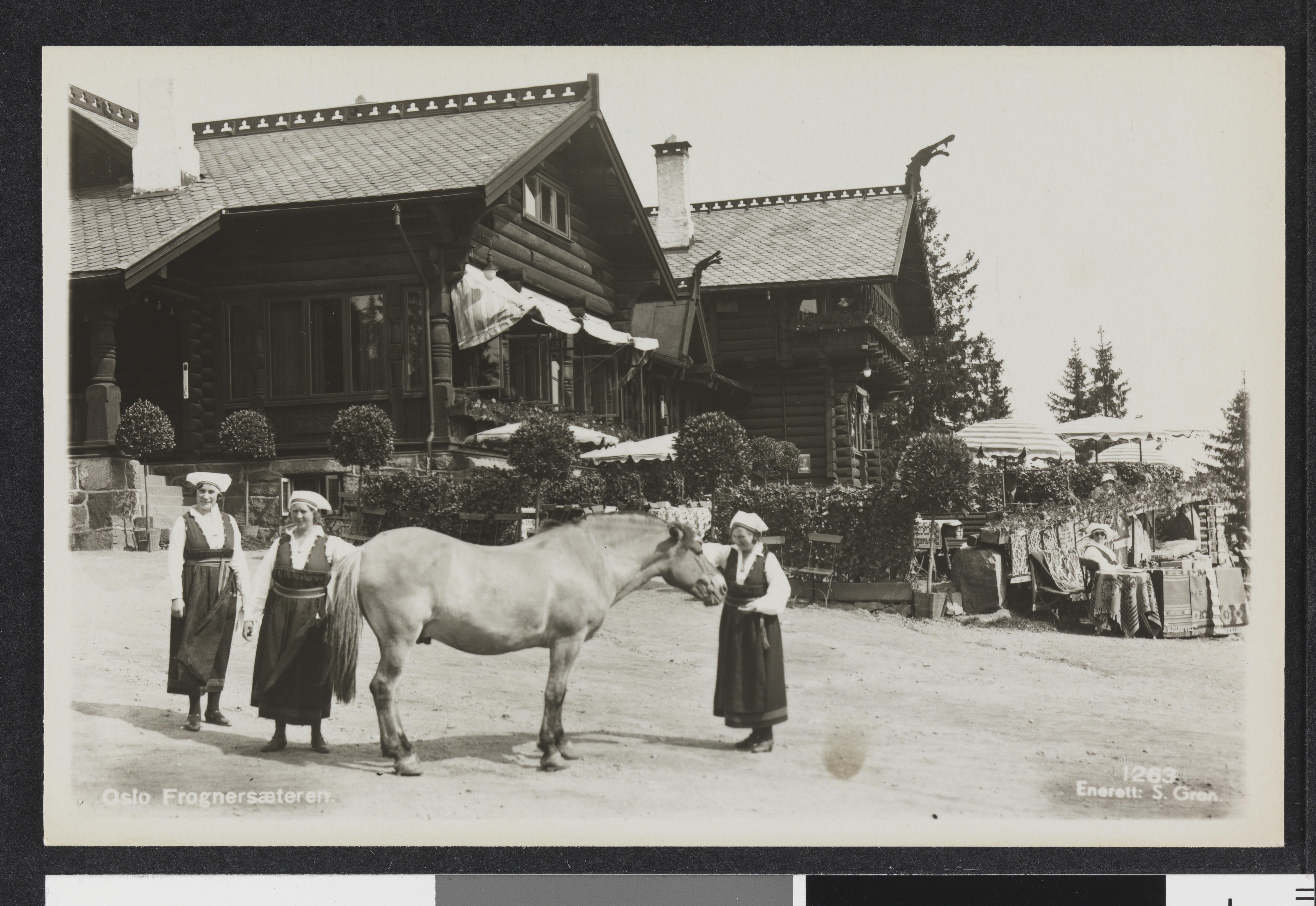
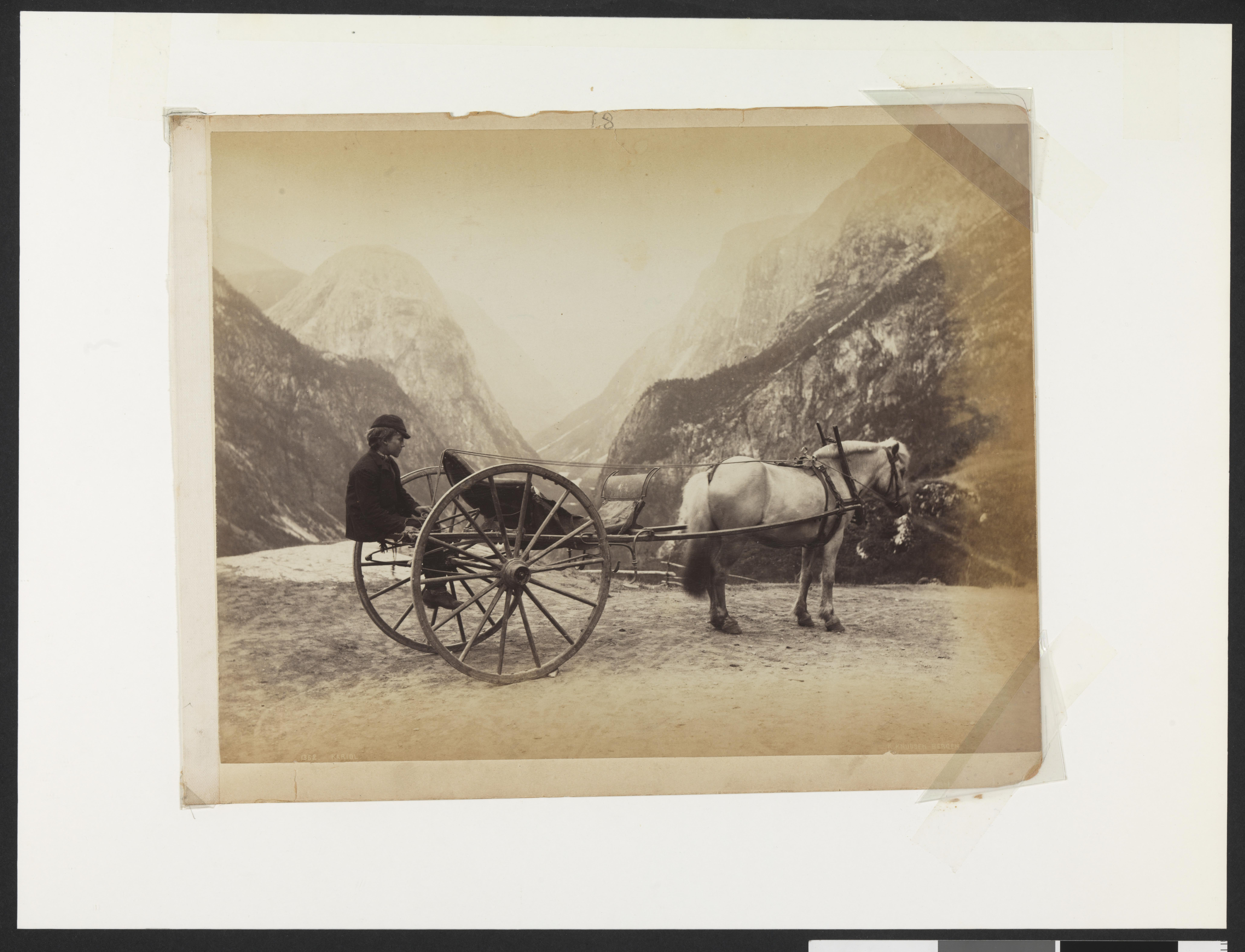
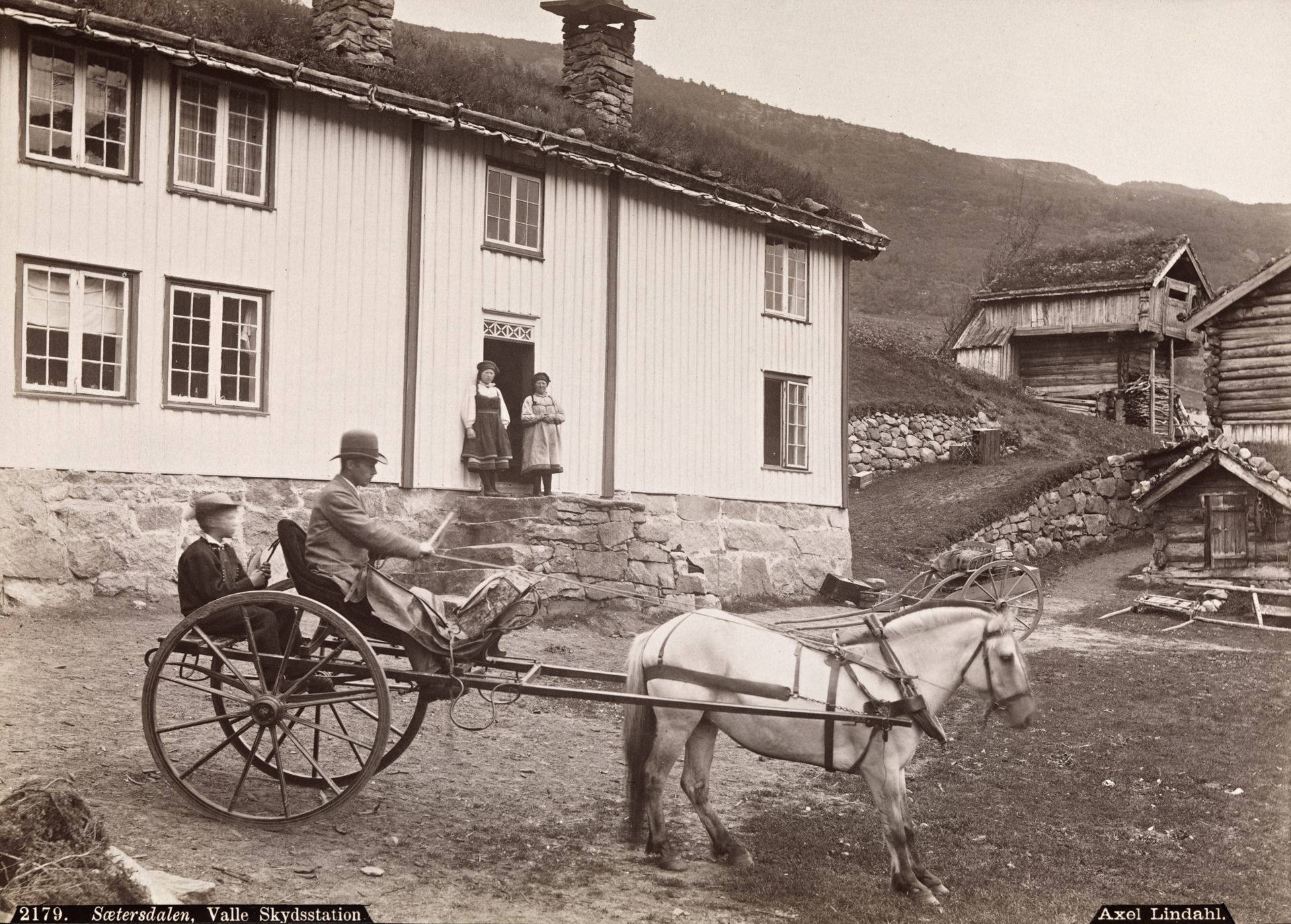
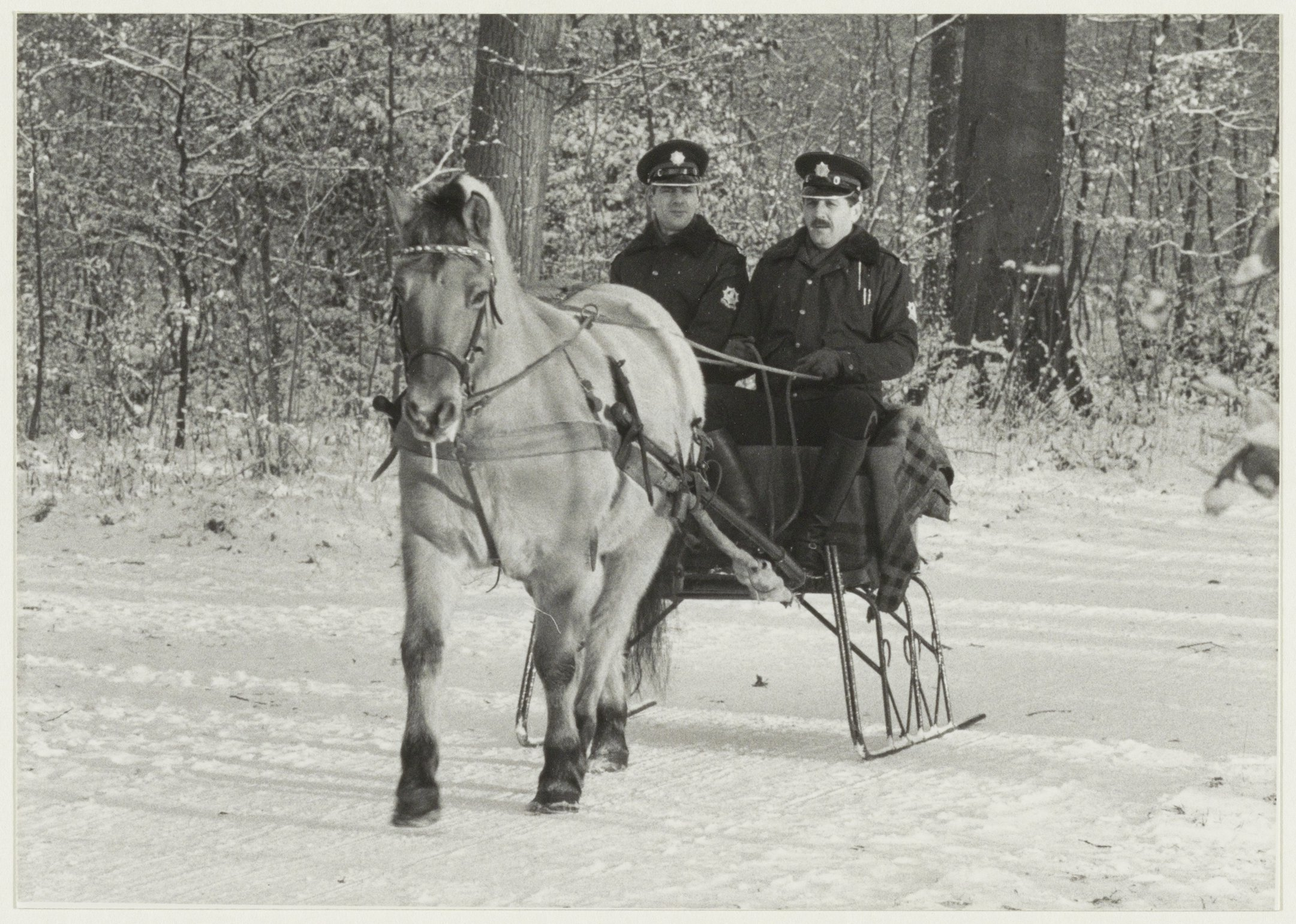
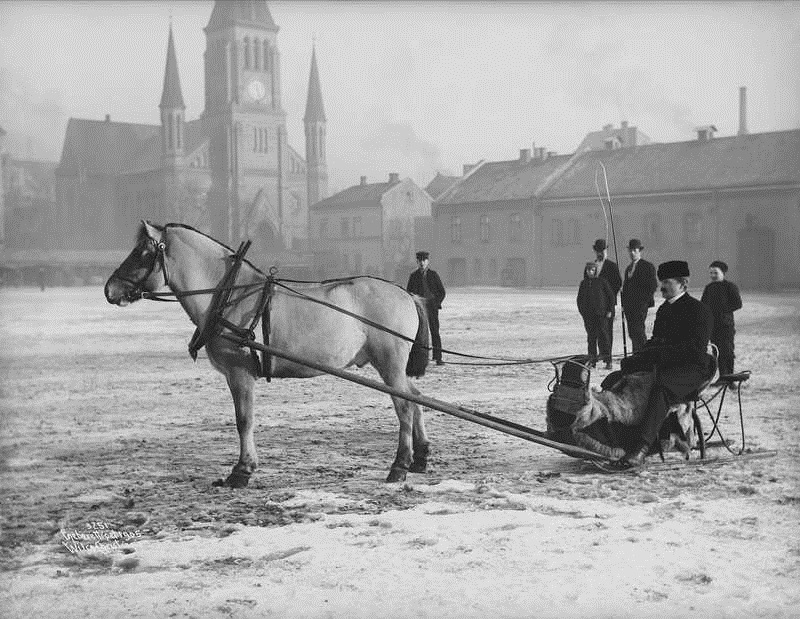
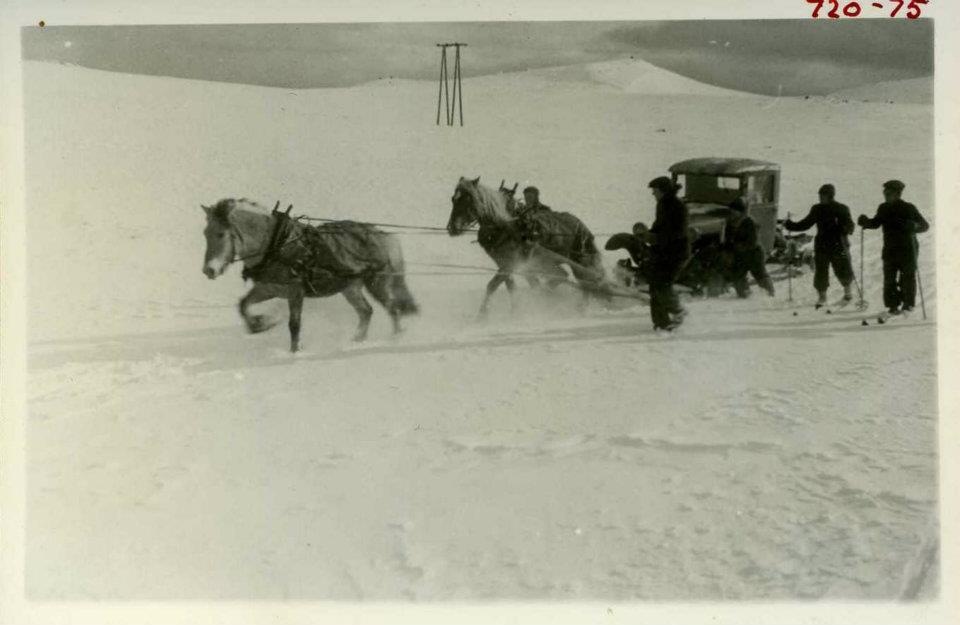